# 根室本線
根室本線（ねむろほんせん）は、北海道滝川市の滝川駅から富良野市の富良野駅及び新得町の新得駅から帯広市および釧路市を経て根室市の根室駅を結ぶ北海道旅客鉄道（JR北海道）の鉄道路線（幹線）である。このうち釧路駅 - 根室駅間には「花咲線」（はなさきせん）の愛称が付けられている。
全線単線の非電化路線で、JRの路線としては日本最東端となる。
新得駅 - 帯広駅 - 釧路駅間は、石勝線とともに札幌市と帯広市・釧路市を結ぶ幹線ルートの一部となっており、定期特急列車として「おおぞら」が運転されている。一方、滝川駅 - 富良野駅間と釧路駅 - 根室駅間は地域輸送中心のローカル線となっているが、滝川駅 - 富良野駅間では特急「フラノラベンダーエクスプレス」を運行したり、釧路駅 - 根室駅間では快速列車や普通列車に指定席を設置したりするなど観光輸送を意識した取り組みも行われている。

## 歴史
1896年（明治29年）5月14日に公布された北海道鉄道敷設法により、北海道内における1,000 哩（約1,600 km）の鉄道整備が決まり、北海道庁長官の北垣国道はルート選定のための踏査を帝国大学工科大学教授の田辺朔郎に依頼。田辺は帝国大学を後にし、北海道庁鉄道敷設部長として踏査にあたった。
十勝ルートの踏査にあたっては、樹木が繁茂して見通しの利かない夏期を避け、初春の堅雪の季節に2名の鉄道技師と数名の荷物運搬人らとともに旭川を出発。ヒグマやオオカミが跋扈する原生林や、蚊やアブや蜂が飛び交う湿地など未開の地を歩き、地形、地質、経済効果、資材の入手方法など細部にわたって、釧路までの間を20日間かけ踏査した。当初はサホロ岳の北方が最適かと見当をつけていたが、踏査の結果、現在の国道38号線にほぼ沿う旧狩勝トンネルルートを最適とし、田辺はここに「狩勝峠」と名付けた。後に田辺が完成した鉄路で釧路を訪れた際、「12時間もの間さぞご退屈だったでしょう」との労いの声に「私が以前ここへ来たときは20日かかりました。昔日のことを思えばわずか12時間でこの地を通過するのはなんだかもったいないように思います」と応えたという。
ルート決定後、旭川と釧路を結ぶ幹線鉄道として北海道官設鉄道によって旭川、釧路双方から着工された。旭川側は1899年（明治32年）9月1日に旭川駅 - 美瑛駅間が、釧路側は1901年（明治34年）7月20日に釧路駅 - 白糠駅間が開業したのを皮切りに、1907年（明治40年）9月8日には狩勝トンネルの完成をもって、狩勝峠を含む落合駅 - 帯広駅間が開業。旭川駅 - 釧路駅間が全通し、釧路線（くしろせん）となった。

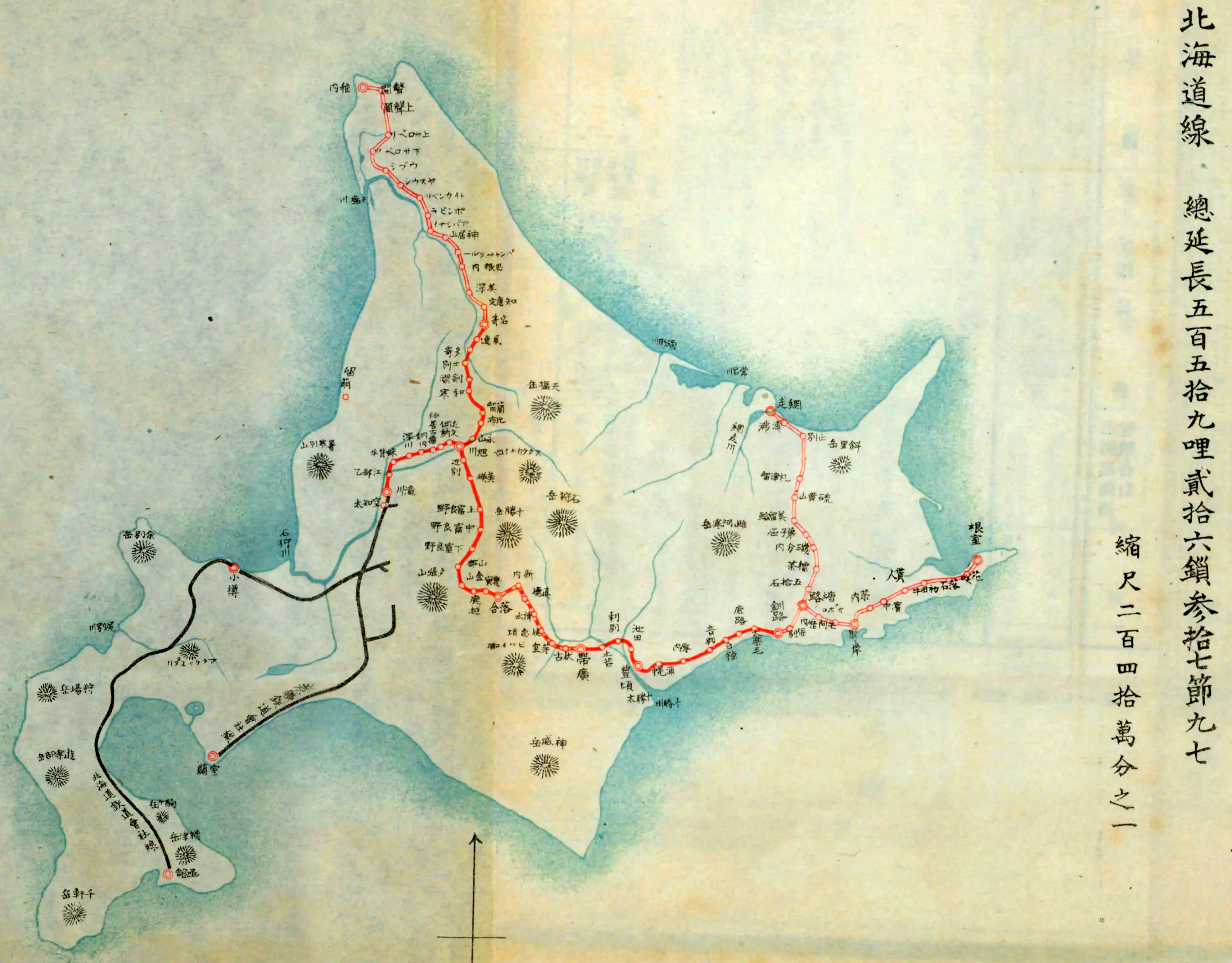
官営鉄道北海道線 1905年の地図

1913年（大正2年）11月10日に、滝川駅 - 下富良野駅（現在の富良野駅）間の新線が開業し、起点を旭川駅から滝川駅に変更。線路名称は釧路本線（くしろほんせん）となり、旭川駅 - 富良野駅間は富良野線（ふらのせん）として分離した。
以後は、釧路駅以東への延伸が行われ、1917年（大正6年）12月1日に厚岸駅、1919年（大正8年）11月25日に厚床駅、1920年（大正9年）11月10日に西和田駅、1921年（大正10年）8月5日に根室駅まで延伸して全通。同時に線路名称を根室本線に改めた。
以来、道央と道東を結ぶ主要幹線としての地位を保っているが、1966年（昭和41年）10月1日に落合駅 - 新得駅間の狩勝峠の区間を新線に切り替え、1981年（昭和56年）10月1日には短絡ルートとなる石勝線の開業により、道央と十勝・釧路を結ぶほとんどの列車運転系統が従来の滝川駅経由から石勝線経由に変更され、大幅な到達時間の短縮が図られた。この変更により、根室本線においては新狩勝トンネル以北を通過する優等列車はほとんどなくなった。さらに1994年（平成6年）1月20日には、釧路市と帯広市の出資による「道東高速鉄道開発」（本社：札幌市、現在の北海道高速鉄道開発の前身）が設立され、石勝線とともに根室本線の新狩勝トンネル - 釧路駅間の高速化改良事業が実施された。この事業は1997年（平成9年）3月22日に完成し、札幌駅 - 帯広駅・釧路駅間の大幅な所要時間短縮を実現した。

### 年表

#### 旭川 - 富良野間

##### 北海道官設鉄道十勝線
- 1899年（明治32年）
  - 9月1日：北海道官設鉄道十勝線（とかちせん）として、旭川駅 - 美瑛駅間が開業[8]。同区間に辺別駅（現在の西神楽駅[9]、美瑛駅[9]を開設。
  - 11月15日：十勝線の美瑛駅 - 上富良野駅間が延伸開業[8]。同区間に上富良野駅を開設[9]。
- 1900年（明治33年）8月1日：十勝線の上富良野駅 - 下富良野駅間が延伸開業[8]。同区間に中富良野駅[9]、下富良野駅（現在の富良野駅[10][9]を開設。

##### 国有鉄道十勝線→釧路線
- 1905年（明治38年）4月1日：十勝線の旭川駅 - 下富良野駅（ - 落合駅）間が逓信省鉄道作業局（国有鉄道）に移管[11][12]。旭川駅の読みを「あさひかわ」から「あさひがわ」に変更[13]。
- 1909年（明治42年）10月12日：国有鉄道線路名称制定に伴い、十勝線と釧路線が統合され、旭川駅 - 下富良野駅（ - 帯広駅 - 釧路駅（初代））間が釧路線となる[新聞 1]。
- 1913年（大正2年）11月10日：釧路本線の滝川駅 - 下富良野駅間 (57.6 km) が開業[12][14][新聞 2]。これに伴い、下富良野駅 - 旭川駅間 (54.8 km) が釧路本線（くしろほんせん）から分離され、富良野線（ふらのせん）に改称（以降は富良野線を参照）[8]。

#### 滝川 - 富良野 - 新得 - 帯広間

##### 北海道官設鉄道十勝線
- 1900年（明治33年）12月2日：十勝線の下富良野駅 - 鹿越駅間が延伸開業[14]。同区間に山部信号停車場、金山駅[10]、鹿越駅[9][15]を開設。
- 1901年（明治34年）
  - 4月1日：山部信号停車場が一般駅に昇格し、山部駅となる[10]。
  - 9月3日：十勝線の鹿越駅 - 落合駅間が延伸開業[14]。同区間に落合駅を開設[11][10]。
- 1902年（明治35年）12月6日：鹿越駅 - 落合駅間に幾寅駅を開設[10]。

##### 国有鉄道十勝線→釧路線→釧路本線
- 1905年（明治38年）4月1日：十勝線の（旭川駅 - ）下富良野駅 - 落合駅間が逓信省鉄道作業局（国有鉄道）に移管[11][12]。
- 1907年（明治40年）9月8日：十勝線の落合駅 - 帯広駅間が延伸開業し[11]、十勝線が全通[注釈 3][11][14]。同区間に狩勝給水給炭所[注釈 4][17]、新内信号所[注釈 5]、新得駅[10]、清水駅（現在の十勝清水駅）[10]、佐念頃駅（現在の御影駅）[18][10]、芽室駅[10]、伏古駅（現在の西帯広駅）[10]を開設。
- 1909年（明治42年）10月12日：国有鉄道線路名称制定に伴い、十勝線と旧・釧路線が統合され、（旭川駅 - ）下富良野駅 - 帯広駅（ - 釧路駅（初代））間が釧路線となる[新聞 1]。
- 1913年（大正2年）
  - 10月1日：山部駅 - 金山駅間に下金山駅を開設[10]。
  - 11月10日：滝川駅 - 下富良野駅間 (57.6 km) が開業[12][14][新聞 2]。同区間に幌倉駅（現在の東滝川駅）[10]、上赤平駅（現在の赤平駅）[10]、平岸駅[10]、下芦別駅[10]、野花南駅[10]、奔茂尻駅（後の滝里駅）[9]、島ノ下駅[10]を開設。滝川駅 - 下富良野駅 - 帯広駅（ - 釧路駅（初代））間が釧路本線（くしろほんせん）に改称[12][14][19]。
  - 11月16日：函館駅 - 釧路駅（初代）間の直通旅客列車が幌倉経由で運行開始[14]。
- 1918年（大正7年）12月28日：上赤平駅 - 平岸駅間に（貨）茂尻駅を開設[10]。
- 1920年（大正9年）1月16日：下芦別駅 - 野花南駅間に上芦別駅（現在の芦別駅）を開設[10]。

#### 帯広 - 釧路間

##### 北海道官設鉄道釧路線
- 1901年（明治34年）7月20日：北海道官設鉄道釧路線（くしろせん）として、白糠駅 - 釧路駅（初代）間が開業[20][21][19]。同区間に白糠駅[18][20][10]、庶路駅[20][10][21]、大楽毛駅[20][10][21]、釧路駅（初代）[10][21]を開設。釧路機関庫を設置[11]。
- 1903年（明治36年）
  - 3月1日：釧路線の音別駅 - 白糠駅間が延伸開業[19]。同区間に音別駅を開設[20][10]。
  - 12月25日：釧路線の浦幌駅 - 音別駅間が延伸開業[19]。同区間に浦幌駅[20][10]、厚内駅[20][10]を開設。
- 1904年（明治37年）
  - 8月12日：釧路線の豊頃駅 - 浦幌駅間が延伸開業[19]。同区間に豊頃駅を開設[20][10]。
  - 12月15日：釧路線の利別駅 - 豊頃駅間が延伸開業[19]。同区間に利別駅[20][10]、池田駅[20][10]を開設。

##### 国有鉄道釧路線→釧路本線
- 1905年（明治38年）
  - 4月1日：釧路線の利別駅 - 釧路駅（初代）間が逓信省鉄道作業局（国有鉄道）に移管[11][12]。
  - 10月21日：釧路線の帯広駅 - 利別駅間が延伸開業し、釧路線が全通[19]。同区間に帯広駅[20][10]、止若駅（現在の幕別駅）[20][10]を開設。
- 1907年（明治40年）10月25日：厚内駅 - 音別駅間に直別駅を開設[20][10]。
- 1909年（明治42年）10月12日：国有鉄道線路名称制定に伴い、十勝線と旧・釧路線が統合され、（旭川駅 - 下富良野駅 - ）帯広駅 - 釧路駅（初代）間が釧路線となる[新聞 1]。
- 1910年（明治43年）
  - 1月7日：帯広駅 - 止若駅間に札内駅[20][10]、豊頃駅 - 浦幌駅間に下頃部駅（現在の新吉野駅）[20][10]を開設。
  - 12月1日：浦幌駅 - 厚内駅間に上厚内信号所を開設[20]。
- 1911年（明治44年）
  - 7月1日：函館駅 - 釧路駅（初代）間3・4列車に一等寝台車連結開始。列車電灯・貫通ブレーキ使用開始。
  - 12月15日：池田駅 - 豊頃駅間に十弗駅を開設[20][10]。
- 1913年（大正2年）
  - 6月2日：釧路機関庫を設置（北海道鉄道管理局の事務上制定）[11]。
  - 11月10日：滝川駅 - 下富良野駅間 (57.6 km) の開業に伴い[12][14][新聞 2]、（滝川駅 - 下富良野駅 - ）落合駅 - 釧路駅（初代）間が釧路本線に改称[12][14][19]。
  - 12月1日：音別駅 - 白糠駅間に波若信号所を開設[18]。
- 1916年（大正5年）4月1日：函館駅 - 釧路駅（初代）間1・2列車に食堂車（和食堂車）連結開始。
- 1917年（大正6年）12月1日：大楽毛駅 - 浜釧路駅（初代）間に釧路駅（2代目）を開設[11][21]。これに伴い、釧路駅（2代目） - 浜釧路駅（初代）間 (1.8km) の旅客営業を廃止し、貨物線に変更[22]。釧路駅（初代）が貨物駅に変更され、浜釧路駅（初代）に改称[注釈 6][23][21]。
- 1920年（大正9年）4月1日：直別駅 - 音別駅間に（貨）尺別駅を開設[20][10]。当初は側線の車扱貨物のみ取り扱い[注釈 7][17][21]。

#### 釧路 - 根室間

##### 国有鉄道釧路本線
- 1917年（大正6年）12月1日：釧路本線の釧路駅（2代目） - 浜厚岸駅間が延伸開業 (47.8 km) [11][20][22]。同区間に上別保駅（現在の別保駅）[20][10]、上尾幌駅[20][10]、尾幌駅[20][10]、門静信号場[20][10]、厚岸駅[20][10]、（貨）浜厚岸駅[20][9]を開設。厚岸駅 - 浜厚岸駅間 (1.2km) は貨物線。
- 1919年（大正8年）11月25日：厚岸駅 - 厚床駅間 (42.9 km) が延伸開業[20][22]。同区間に糸魚沢駅[20][10]、茶内駅[20][10]、浜中駅[20][10]、姉別駅[20][10]、厚床駅[20][9]を開設。厚岸駅 - 浜厚岸駅間 (1.2km) の貨物線が支線となる[20]。
- 1920年（大正9年）11月10日：厚床駅 - 西和田駅間 (34.7 km) が延伸開業[20][22]。同区間に初田牛駅[20][9]、別当賀駅[20][9]、落石駅[20][9]、西和田駅（一般駅・直営駅）[20][9]を開設。

#### 根室本線全通以後
- 1921年（大正10年）8月5日：西和田駅 - 根室駅間 (10.2 km) の延伸開業に伴い全通[12][20][22]。同区間に花咲駅[9][20]、根室駅[20][9]を開設。滝川駅 - 根室駅間を根室本線（ねむろほんせん）と改称[12][22]。
- 1922年（大正11年）
  - 4月1日：狩勝給水給炭所、上厚内信号所、波若信号所が信号場に変更され、狩勝信号場[注釈 4][17]、上厚内信号場[20]、波若信号場[18]となる。
  - 10月15日：佐念頃駅が御影駅に改称[18][23]。
  - 10月23日：門静信号場が一般駅に昇格し、門静駅となる[20]。
- 1923年（大正12年）
  - 9月25日：釧路駅（2代目） - 天寧駅間の貨物支線 (2.0 M≒3.2km[注釈 8]) が開業[新聞 3]。同区間に天寧駅（貨物駅・直営駅）を開設[9][新聞 3]。
  - 12月25日：大楽毛駅 - 釧路駅（2代目）間に新富士駅を開設[10][21]。
- 1925年（大正14年）
  - 2月1日：尺別駅における一般貨物の取り扱いを開始[21]。
  - 3月16日：釧路駅（2代目） - 上別保駅間に別保信号場を開設[26][新聞 4]。この時点では釧路駅（2代目） - 別保信号場間の距離が1.8 M≒2.9 km、別保信号場 - 上別保駅間の距離が3.5 M≒5.6 km、別保信号場 - 天寧駅間の距離が1.0 M≒1.6 km[新聞 4]。
- 1926年（大正15年）8月1日：上厚内信号場が一般駅に昇格し、上厚内駅となる[20][10]。
- 1927年（昭和2年）
  - 9月15日：釧網線（現在の釧網本線）の開業に伴い、釧路駅 - 別保信号場間が根室本線と釧網線の重複区間となり、別保信号場が両路線の施設上の分岐点となる。
  - 12月26日：下富良野駅 - 山部駅間に布部駅を開設[10]。
- 1928年（昭和3年）11月11日：別保信号場が一般駅に昇格し、東釧路駅となる[27][10]。釧網線と根室本線の分岐駅が釧路駅（2代目）から東釧路駅に変更され[27]、釧路駅（2代目） - 東釧路駅間の重複区間が解消。
- 1930年（昭和5年）4月1日：尺別駅で旅客・荷物の取り扱いを開始[20][21]。
- 1931年（昭和6年）4月7日：波若信号場が閉鎖[18]。
- 1934年（昭和9年）
  - 8月12日：根室駅 - 根室港駅間の貨物支線 (1.2 km) が開業[20][22]。同区間に（貨）根室港駅を開設[20][9]。
  - 11月20日：清水駅が十勝清水駅に改称[23]。
- 1935年（昭和10年）2月：厚岸駅に入換用機関車DB10形を配置。
- 1938年（昭和13年）：波若信号場を廃止[注釈 9]。
- 1940年（昭和15年）
  - 1月15日：釧路駅（2代目） - 天寧駅間の貨物支線を廃止し、東釧路駅 - 天寧駅間の貨物支線が開業[新聞 5]。貨物支線の起点が釧路駅（2代目）から東釧路駅に変更され、キロ数が1.5 kmとなる (-1.5 km) [新聞 5]。この時、天寧駅本屋（構内はそのまま貝塚町）が東釧路駅北方から材木町に移転したとされる。
  - 10月10日：函館駅 - 釧路駅（2代目）間に急行列車1往復設定[14]。釧路駅（2代目） - 根室駅間は普通列車として運行された。
- 1941年（昭和16年）
  - 3月28日：白糠駅 - 庶路駅間に西庶路信号場を開設[20]。
  - 12月29日：金山駅 - 幾寅駅間に東鹿越信号場を開設。
- 1942年（昭和17年）
  - 4月1日：下富良野駅、下頃部駅をそれぞれ富良野駅[23]、新吉野駅[20][23]に改称。
- 1943年（昭和18年）6月15日：上赤平駅を赤平駅に改称[23]。
- 1946年（昭和21年）
  - 3月1日：東鹿越信号場が一般駅に昇格し、東鹿越駅となる[10]。
  - 5月1日：下芦別駅、奔茂尻駅をそれぞれ芦別駅[23][新聞 6]、滝里駅[新聞 6]に改称。
- 1949年（昭和24年）6月1日：公共企業体日本国有鉄道（国鉄）に移管。
- 1951年（昭和26年）
  - 4月1日：狩勝信号場、西庶路信号場が仮乗降場に変更され、狩勝信号場（仮乗降場）[注釈 10][17]、西庶路仮乗降場（局設定）[20]となる。
  - 5月17日：釧路発函館行きの上り急行「まりも」が新得駅を出発後、狩勝峠にさしかかった地点で脱線し、機関士1名が負傷。何者かが故意にレールをずらしたことが原因とされるが、犯人は特定されず（まりも号脱線事件）。
- 1952年（昭和27年）
  - 3月5日：西庶路信号場が駅に昇格し、西庶路駅となる[20][10]。
  - 11月15日：上別保駅が別保駅に改称[20][23]。
- 1954年（昭和29年）
  - 7月1日：音別駅 - 白糠駅間に古瀬信号場を開設[20]。
  - 11月10日：幌倉駅、伏古駅をそれぞれ東滝川駅[14][23]、西帯広駅[14][23]に改称。
- 1955年（昭和30年）12月1日：帯広駅 - 根室駅間で気動車運転開始。
- 1956年（昭和31年）5月20日：急行「まりも」に三等寝台車復活[14]。
- 1958年（昭和33年）
  - 9月10日：十勝清水駅 - 御影駅間に羽帯駅を開設[10]。
  - 10月1日：函館駅 - 釧路駅（2代目）間の準急を「狩勝」と命名[29]。
- 1959年（昭和34年）
  - 9月22日：釧路駅（2代目） - 根室駅間に準急「ノサップ」新設[22]。
  - 10月7日：札内駅 - 止若駅間に稲士別仮乗降場を開設[20]。
- 1961年（昭和36年）
  - 2月1日：落石駅 - 西和田駅間に昆布盛駅を開設[22][9]。
  - 4月1日：花咲駅が業務委託駅となる[20]。
  - 4月15日：準急「狩勝」を急行に格上げ[29]。
  - 9月1日：花咲駅 - 根室駅間に東根室駅を開設[22][9]。
  - 10月1日：滝川駅 - 東滝川駅間に一ノ坂信号場を開設。
- 1962年（昭和37年）
  - 5月1日：帯広駅 - 釧路駅（2代目）間に準急「ぬさまい」新設[19]。札幌駅・旭川駅 - 釧路駅（2代目）間（旭川発着編成は富良野線経由）に急行「狩勝」増発[29]。
  - 6月：上落合信号場 - 新得駅間の新線工事に着手[30]。
  - 8月4日：豪雨による道床流失および築堤決壊に伴い、野花南駅 - 新内駅間が不通となる（同年9月2日に復旧）[14]。
  - 9月30日：東滝川駅 - 赤平駅間に幌岡信号場、平岸駅 - 芦別駅間に高根信号場を開設。
  - 10月1日：函館駅 - 旭川駅間で運転していた特急「おおぞら」を滝川駅で分割併合し、釧路駅（2代目）まで延長[14]。
  - 10月15日：浜釧路駅（初代）が移転（2代目）[21]。これに伴い、釧路駅（2代目） - 浜釧路駅（2代目）間を改キロ (+2.0 km) 。
- 1963年（昭和38年）11月1日：止若駅が幕別駅に改称[19][23]。札幌駅 - 根室駅間に気動車急行「阿寒」運行開始[22]。
- 1964年（昭和39年）
  - 4月：金山ダム建設のため、金山駅 - 東鹿越駅間の線路付け替え工事を開始[新聞 7][新聞 8]。
  - 10月1日：函館駅 - 釧路駅（2代目）間に特急「おおとり」新設。滝川駅で網走発着編成と分割併合[19]。
- 1965年（昭和40年）
  - 3月：落合駅 ‐ 上落合信号場間の新線工事に着手[30]。
  - 9月30日：十勝清水駅 - 羽帯駅間に平野川信号場、浦幌駅 - 上厚内駅間に常豊信号場を開設[31]。
  - 10月1日：根室駅 - 根室港駅間の貨物支線が廃止 (-2.6 km) [20][22]。同区間の根室港駅を廃止[31][9]。根室港駅において取り扱っていた貨物は、根室駅に新設された構内側線（西貨物線）扱いに変更[20]。
- 1966年（昭和41年）
  - 3月27日：釧路機関区にDD51形を初めて配置。
  - 9月27日：池田駅 - 十弗駅間に昭栄信号場[20]、庶路駅 - 大楽毛駅間に東庶路信号場[20]を開設。
  - 9月28日：御影駅 - 芽室駅間に上芽室信号場を開設[20]。
  - 9月29日：金山ダム建設に伴い、金山駅 - 東鹿越駅間の線路付替を実施[14][新聞 7]。午後4時に新線切り替えが行われ、新線の一番列車は上り436D落合発富良野行き普通列車（東鹿越発午後4時4分）、下り437D滝川発池田行き普通列車（金山発午後4時30分）[新聞 7]。旧線上の鹿越駅が新線上に移転のうえ信号場兼仮乗降場に変更され、鹿越信号場（仮乗降場）となる[14][9][注釈 11][新聞 8]。翌9月30日にテープカットが東鹿越駅で、修祓式が金山駅で、開通式が南富良野村立金山小学校で行われた[新聞 8]。
  - 9月30日：落合駅 - 新狩勝信号場 - 新得駅間の新線が開業 (+28.1km) [12][14][32][30][新聞 9][新聞 10][新聞 11]。午後6時に旧線から新線への切り替えが行われ、下り特急「おおとり」、上り急行「狩勝」が新線の一番列車として通過した[新聞 11]。新設区間に上落合信号場、新狩勝信号場、広内信号場（有人）、西新得信号場、浦幌駅 - 上厚内駅間に常豊信号場[20]を開設。翌10月1日に落合駅で修祓式と出発式、新得駅で開通式が行われた[新聞 12]。
  - 10月1日：落合駅 - 新内駅 - 新得駅間の旧線を廃止 (-27.9 km) [12][14][32][新聞 13][新聞 14]。狩勝信号場[17]、新内駅[9]を廃止。
- 1967年（昭和42年）11月1日：利別駅が600 m幕別寄りに移設。
- 1969年（昭和44年）4月1日：富良野駅 - 釧路駅（2代目）間、ディーゼル機関車化達成[19]。
- 1971年（昭和46年）5月1日：東京駅 - 釧路駅間に冷蔵コンテナ急行列車運転開始。
- 1976年（昭和51年）4月13日：庶路駅構内付近で、特急「おおぞら3号」が脱線・転覆する事故が発生。後部2両が横転[新聞 15]。
- 1981年（昭和56年）10月1日：石勝線の開業[17][33][32][新聞 16][新聞 17]に伴い、上落合信号場 - 新得駅間 (23.9 km) が根室本線・石勝線の重複区間となる[注釈 12]。また、急行「狩勝」2往復を除く全ての優等列車が石勝線経由に変更[14]。
- 1982年（昭和57年）
  - 10月15日：鹿越信号場（仮乗降場）が信号場としては廃止され、鹿越仮乗降場となる[15]。
  - 10月26日：一ノ坂信号場、幌岡信号場、高根信号場を廃止。
  - 11月15日：厚岸駅 - 浜厚岸駅間の貨物支線が廃止 (-1.2 km) [20][22]。同区間の浜厚岸駅を廃止[9]。
- 1983年（昭和58年）2月15日：滝川駅 - 落合駅間で列車集中制御装置 (CTC) 使用開始。
- 1984年（昭和59年）2月1日：東釧路駅 - 天寧駅間の貨物支線を廃止 (-1.5 km) [22]。同区間の天寧駅を廃止[9]。東釧路駅 - 根室駅間の貨物営業を廃止 。
- 1986年（昭和61年）11月1日：芽室駅 - 西帯広駅間に大成臨時乗降場[14][10]、帯広駅コンテナ基地 - 帯広駅間に柏林台臨時乗降場[14][10]を開設。鹿越仮乗降場を廃止。赤平駅に到着したDE10 1732とDD51の石炭返空貨物列車（1986年）

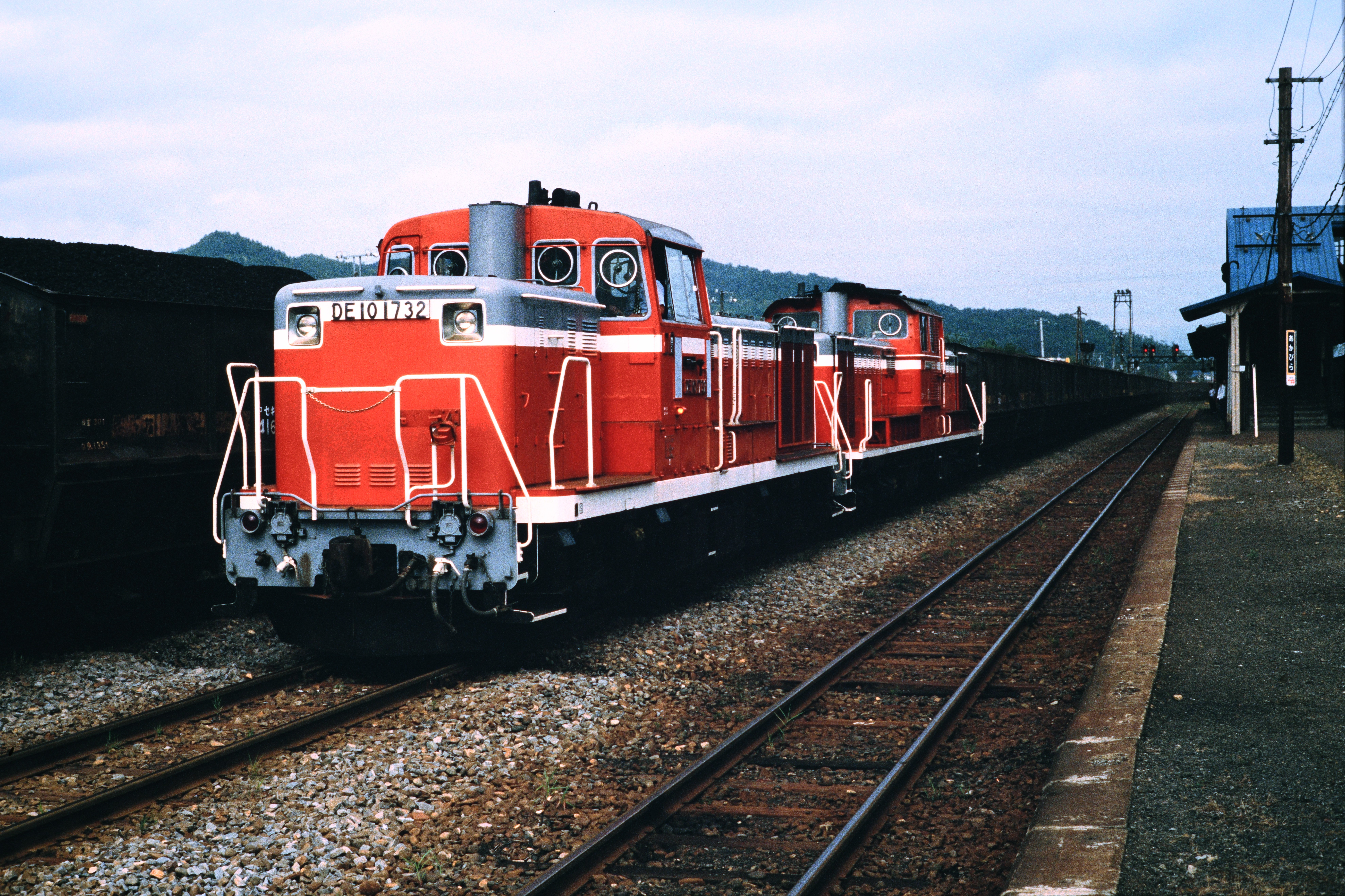
赤平駅に到着したDE10 1732とDD51の石炭返空貨物列車（1986年）

#### 民営化以後
- 1987年（昭和62年）
  - 4月1日：
    - 国鉄分割民営化に伴い、北海道旅客鉄道（JR北海道）が滝川駅 - 根室駅間を第一種鉄道事業者として承継。滝川駅 - 富良野駅間がJR北海道本社鉄道事業本部管轄、富良野駅（構内除く） - 根室駅間がJR北海道釧路支社管轄となる[20]。
    - 日本貨物鉄道（JR貨物）が釧路駅 - 浜釧路駅間を第一種鉄道事業者として承継。同区間がJR貨物北海道支社管轄となる。また、JR貨物は滝川駅 - 富良野駅間および東鹿越駅 - 東釧路駅間の第二種鉄道事業者となり、帯広駅コンテナ基地がJR貨物の帯広駅となり、富良野コンテナセンターもJR貨物管轄となる。富良野駅 - 東鹿越駅間の貨物営業が廃止。
    - 大成臨時乗降場、柏林台臨時乗降場、稲士別仮乗降場、古瀬信号場が旅客駅に昇格し、大成駅、柏林台駅、稲士別駅[19][10]、古瀬駅[20][19][10]となる。
- 1988年（昭和63年）
  - 3月13日：東釧路駅 - 別保駅間に武佐駅を開設[34][22][10]。
  - 11月3日：大楽毛駅 - 新富士駅間に新大楽毛駅を開設[19][10][21]。
- 1989年（平成元年）8月1日：釧路駅 - 浜釧路駅間の貨物支線が廃止 (-3.8 km) [22][21]。同区間の浜釧路駅が廃止され[9]、貨物駅の機能を新富士駅に移転[21]。
- 1990年（平成2年）
  - 3月10日：稲士別駅、古瀬駅の営業キロを設定。
  - 9月1日：急行「狩勝」の快速列車への格下げに伴い、滝川駅 - 富良野駅 - 新得駅間における定期優等列車の運行が終了。釧路駅 - 根室駅間の一部列車でワンマン運転を開始[35]。
  - 12月10日：厚内トンネル（新ルート）使用開始。
- 1991年（平成3年）
  - 7月1日：釧路駅 - 根室駅間に「花咲線」の愛称を設定[22]。同区間の全列車をワンマン運転化[36]。
  - 10月22日：滝里ダム建設に伴う線路付替のため、野花南駅 - 島ノ下駅間を改キロ (-3.0 km)[36]。旧線区間上の滝里駅を廃止[9][新聞 18]。
- 1993年（平成5年）
  - 1月15日：20時6分頃に発生した釧路沖地震により上落合信号場 - 新得駅間と幕別駅 - 白糠駅間が運休となる[新聞 19]。
  - 1月17日：札幌駅 - 帯広駅間の特急列車が運転を再開[新聞 20]。
  - 1月26日：最後まで運転を見合わせていた利別駅 - 池田駅間と厚内駅 - 尺別駅間が復旧し[新聞 21]、札幌 - 釧路間の特急列車が運転を再開[新聞 20]。
  - 3月18日：滝川駅 - 釧路駅間の全普通列車でワンマン運転開始[37]。
  - 10月：新得駅 - 釧路駅間でATS-SN使用開始[新聞 22]。
- 1994年（平成6年）
  - 2月22日：西新得信号場 - 広内信号場間（石勝線との重複区間）で、釧路発札幌行きの上り特急「おおぞら」10号が強風にあおられて脱線転覆し、28名が負傷する事故が発生[新聞 23][新聞 24][新聞 25]。
  - 4月1日：JR北海道の本社鉄道事業本部と釧路支社の境界を富良野駅から落合駅に変更。滝川駅 - 落合駅 - 上落合信号場（構内除く）間が本社鉄道事業本部管轄[注釈 13]、上落合信号場 - 根室駅間が釧路支社管轄となる。
  - 10月4日：22時22分ごろに発生した北海道東方沖地震により津波警報が発令されたため全線運休となる[新聞 26]。
  - 10月5日：5時55分に津波警報が解除されたため、厚内駅 - 白糠駅間と厚岸駅 - 根室駅間を除いて運転を再開[新聞 26]。厚内駅 - 白糠駅間は同日16時5分に運転を再開[新聞 27]。
  - 10月13日：厚岸駅 - 厚床駅間が運転を再開[新聞 28]。
  - 11月3日：厚床駅 - 根室駅間で運転を再開し、全線が復旧[新聞 29]。
- 1996年（平成8年）11月24日：帯広市内の連続立体交差事業に伴い、柏林台駅 - 帯広駅間および両駅が高架化。
- 1997年（平成9年）3月22日：札幌駅 - 釧路駅間に特急「スーパーおおぞら」運行開始[33]。上落合信号場 - 新得駅 - 釧路駅間の最高速度が130 km/hに向上[7]。新富士駅 - 中斜里駅間にトラック便が運行開始。
- 1998年（平成10年）
  - 9月17日：台風5号の影響により、門静駅 - 厚岸駅間で海岸沿いの路盤が流出し運転を見合わせ[新聞 30]。
  - 10月12日：運転を見合わせていた門静駅 - 厚岸駅間が山側に仮線を敷いて復旧[新聞 31]。
  - 12月1日：門静駅 - 厚岸駅間が仮線と旧線の間に建設した新線に切り替わる[新聞 32]。
- 2000年（平成12年）7月14日：尺別駅構内にて、横取り装置取り外し忘れによる列車脱線事故が発生。
- 2001年（平成13年）
  - 7月7日：花咲線全通80周年記念式典。
  - 7月20日：白糠駅 - 釧路駅間開通100周年記念式典。
- 2002年（平成14年）4月1日：JR貨物が釧路駅 - 東釧路駅間の第二種鉄道事業廃止 (-2.9 km) [38]。
- 2003年（平成15年）
  - 9月26日：十勝沖地震の影響で、直別駅構内を通過中の特急「まりも」が脱線。路盤・橋梁・信号施設にも被害。
  - 10月8日：十勝沖地震の復旧作業が終了し、通常ダイヤに戻る。
- 2004年（平成16年）9月30日：西新得信号場 - 広内信号場間に防風柵を増設[39]。
- 2006年（平成18年）4月1日：JR貨物が新富士駅 - 釧路駅間の第二種鉄道事業廃止 (-2.7 km) 。JR貨物の釧路駅が廃止。富良野コンテナセンターが廃止され、富良野駅に統合。
- 2007年（平成19年）10月1日：滝川駅 - 東釧路駅間で駅ナンバリングを実施[報道 1]。
- 2008年（平成20年）11月17日：新大楽毛駅 - 新富士駅間の星が浦海岸通架道橋が供用開始し、約1.8 kmが高架化[報道 2]。
- 2011年（平成23年）3月12日：JR貨物の帯広駅、新富士駅がそれぞれ帯広貨物駅[報道 3]、釧路貨物駅[報道 3]に改称。
- 2012年（平成24年）5月29日：本輪西駅 - 帯広貨物駅間で設定されていた石油輸送列車が廃止。
- 2013年（平成25年）6月1日 - 7月31日：花咲線の厚岸駅 - 糸魚沢駅間で国の天然記念物であるタンチョウと列車の衝突事故を回避するため、花咲線を走行する一部の列車で減速運転を試行[報道 4]。
- 2016年（平成28年）
  - 3月26日：花咲駅が廃止[40][41][報道 5]。また、釧路発22時の最終の音別行きを21時台に、根室行きを厚岸止まり（根室行きは18時台）にするなど、快速・普通列車の大幅な減便・区間廃止を実施[報道 6]。
  - 8月31日：台風10号による降雨災害の影響で被災[注釈 14][報道 7][報道 8][報道 9]。このため、富良野駅 - 新得駅 - 音別駅間が運休となり[新聞 33]、特急「スーパーおおぞら」「スーパーとかち」も全列車が運休[新聞 34][新聞 35]。
  - 9月2日：池田駅 - 音別駅間で普通列車の運行を再開[新聞 36]。
  - 9月4日：芽室駅 - 池田駅間で普通列車の運行を再開[新聞 37][新聞 35]。不通区間は富良野駅 - 芽室駅間[報道 10]。
  - 9月5日：札幌貨物ターミナル駅 - 帯広貨物駅間でトラックによる貨物の代行輸送を開始[新聞 38][報道 11]。
  - 9月8日：特急「スーパーおおぞら」「スーパーとかち」の代替として、札幌駅 - トマム駅間に臨時特急（愛称なし）3往復、トマム駅 - 帯広駅間に代行バス3往復、帯広駅 - 釧路駅間に臨時快速（愛称なし）3往復の運転を開始[報道 12][新聞 38][新聞 39][新聞 40][新聞 41][新聞 35]。
  - 9月16日：政府が台風10号などによる暴風・豪雨災害の激甚災害指定を決定[新聞 35]。
  - 9月17日：道東地区の馬鈴薯輸送の拡大のため、苫小牧貨物駅 - 熊谷貨物ターミナル駅間での区間輸送も隔日で追加設定し、苫小牧貨物駅 - 道東地区（帯広貨物駅・士幌地区）間の代行トラック輸送も開始[報道 13][新聞 42]。
  - 10月1日：特急「スーパーとかち」の代替として、追加設定でトマム駅 - 新得駅間も代行バスを設定する。途中、十勝清水駅に停車する[報道 14][新聞 43]。
  - 10月17日：富良野駅 - 東鹿越駅間で運行を再開[報道 15][新聞 44][新聞 45]。東鹿越駅 - 落合駅間に代行バスの運転を開始[報道 15][新聞 45]。
  - 10月24日：北見市で開かれた「JR北海道再生推進会議」にて、JR北海道が富良野駅 - 新得駅間の廃止・バス転換を検討していることを伝える[新聞 46][新聞 47]
  - 12月22日：上落合信号場 - 芽室駅間での復旧作業が完了し、特急「スーパーとかち」「スーパーおおぞら」や貨物列車と共に運転を再開。臨時特急・代行バス・臨時快速は21日限りで運行を終了[報道 16][新聞 48]。八戸 - 釧路間における貨物の代替輸送も22日八戸出港分をもって終了[新聞 49]。
- 2017年（平成29年）
  - 3月4日：稲士別駅が廃止[報道 17]。島ノ下駅[報道 17]、上厚内駅[報道 17]が信号場に変更され、島ノ下信号場[41]、上厚内信号場[41]となる。
  - 3月28日：東鹿越駅 - 新得駅間で代行バス運行開始[報道 18][新聞 50]。
  - 7月12日：東鹿越駅 - 上落合信号場間の被災状況・復旧時の概算費用について発表[報道 8][報道 9]。
  - 12月1日：東鹿越駅 - 新得駅間における代行バスの運行時刻を見直し。一部を除き、十勝サホロリゾートを経由するようになる。また、幾寅駅のみ途中停車する富良野発新得行きの便が追加される[報道 19]。
- 2018年（平成30年）
  - 3月17日：羽帯駅が廃止[報道 20]。
  - 6月1日：沿線の魅力を音声ガイドで紹介するGPSアプリを展開開始。また、同年11月30日までは、一部列車において、展開する区間で減速運転を実施[報道 21]。
  - 6月17日：JR北海道が富良野駅 - 新得駅間を2020年度を目処に廃止する方針を示す[42]。
  - 11月30日：花咲線区間存続のため、同日まで根室市がインターネットで募った寄付が目標額の9倍、約3億円に達する[新聞 51]。
- 2019年（平成31年・令和元年）
  - 3月16日：初田牛駅が廃止。直別駅、尺別駅が信号場に変更され、直別信号場、尺別信号場となる[報道 22][43]。
  - 10月11日：厚岸 - 厚床間が開通100周年となることを祝うヘッドマークが、釧路工業高等専門学校の鉄道同好会によって2種類デザインされた[新聞 52]。
  - 11月13日：JR北海道が南富良野町に対し、東鹿越駅 - 新得駅間を復旧させて富良野駅 - 新得駅間全線で運行再開させた場合、富良野駅 - 新得駅間全線をバス転換させた場合の試算を公表[新聞 53]。
  - 11月21日：野花南駅 - 富良野駅間の架道橋で、トレーラーに積載した重機が接触して架道橋の一部が損壊したため、芦別駅 - 東鹿越駅間の列車、東鹿越駅 - 新得駅間の代行バスが運休。運休となった一部列車・一部代行バスに対し、滝川駅 - 落合駅間で代行バス[注釈 15]の運転を開始[44][新聞 54]。
  - 11月28日：JR北海道が、野花南駅 - 富良野駅間の架道橋の復旧に3か月程度が見込まれると発表[報道 23]。
  - 12月3日：富良野駅 - 東鹿越駅間の運転を再開[報道 23][新聞 55]。なお、芦別駅 - 富良野駅間および富良野駅 - 東鹿越駅間の一部列車に対しては、引き続き代行バスを運行[報道 23]。
- 2020年（令和2年）
  - 2月5日：芦別駅 - 富良野駅間の運転を再開[報道 24][新聞 56]。
  - 3月10日：低気圧通過に伴う降雨と気温上昇の影響で、線路冠水、土砂流入、路盤流出等が発生したため、釧路駅 - 根室駅間が運休[報道 25]。
  - 3月14日：古瀬駅が信号場に変更され、古瀬信号場となる[報道 26][新聞 57]。
  - 3月18日：同日夜の列車より、釧路駅 - 厚岸駅間で運転再開[報道 27]。
  - 4月3日：同日夜の列車より、厚岸駅 - 根室駅間で運転再開[45][新聞 58]。
  - 4月6日：JR北海道が、沿線の魅力を音声ガイドで紹介するGPSアプリの展開箇所を拡大することを発表[報道 28]。
- 2022年（令和4年）
  - 1月28日：富良野市、南富良野町、占冠村、新得町が富良野駅 - 新得駅間のバス転換を容認[46][新聞 59]。
  - 3月12日：糸魚沢駅が廃止[報道 29]。
- 2023年（令和5年）
  - 3月30日：JR北海道と沿線4市町村が、富良野駅 - 新得駅間の廃止・バス転換などを記した覚書を締結[新聞 60]。
  - 3月31日：JR北海道が国土交通大臣宛てに富良野駅 - 新得駅間の鉄道事業廃止届を提出[報道 30][報道 31]。

#### 根室本線分断以後
- 2024年（令和6年）4月1日：富良野駅 - 新得駅間 (81.7 km) の運輸営業を廃止[報道 30][報道 31]。
- 2025年（令和7年）3月15日：東根室駅が廃止[報道 32]。東滝川駅が信号場に変更され、東滝川信号場となる[報道 32][新聞 61]。

## 一部区間の存続問題

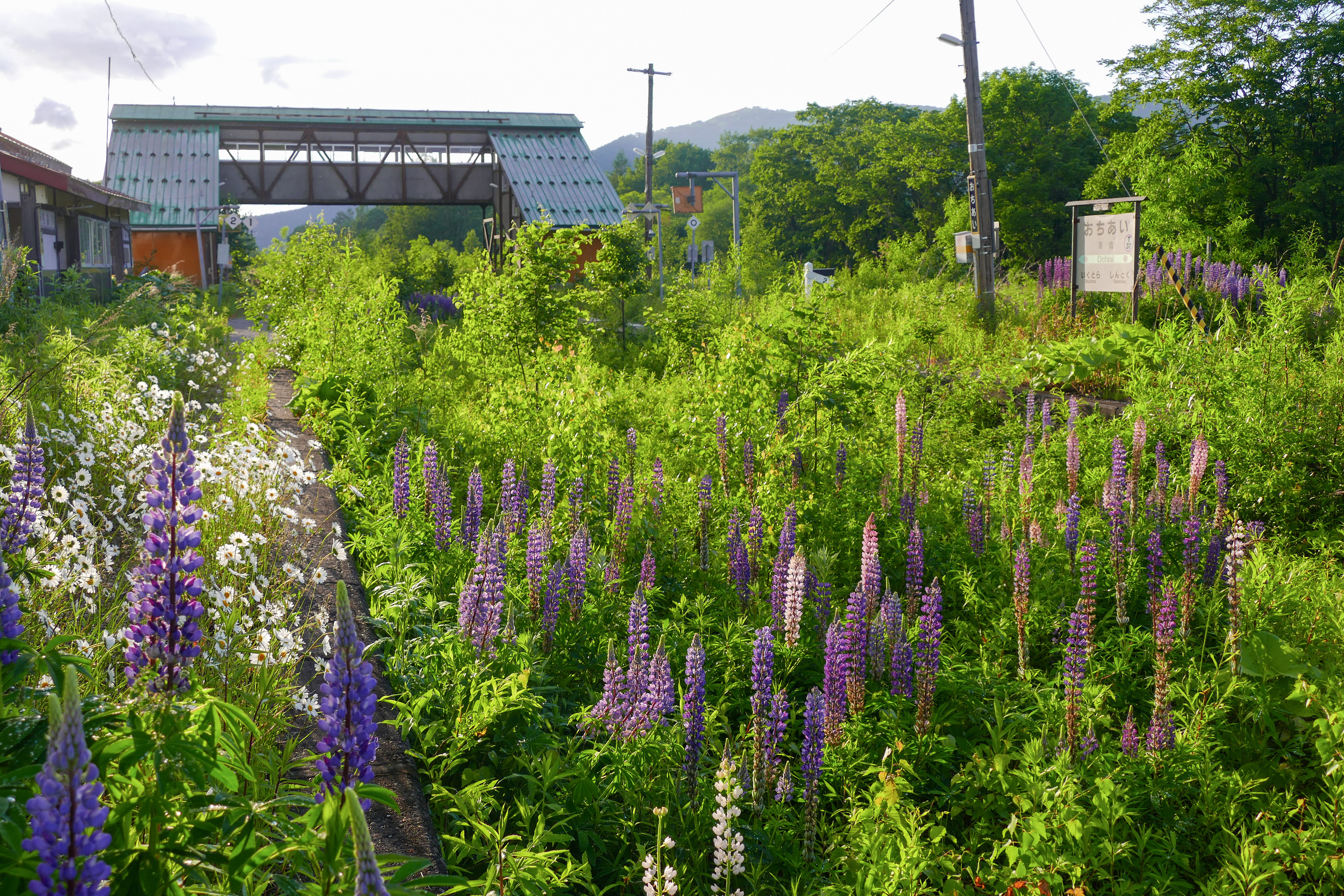
ホーム上に雑草が生い茂る落合駅（2022年6月）

2023年（令和5年）3月6日、JR北海道は沿線4市町村に対し、富良野駅 - 新得駅間を2024年（令和6年）3月31日で廃止して翌4月1日からバス転換する案を提案し、沿線4市町村はこの案を容認する意向を示した。その後、同年3月30日にJR北海道と沿線4市町村が、富良野駅 - 新得間の廃止・バス転換などに関する覚書を、沿線7市町村が同区間の廃止・バス転換などに関する同意書を締結、締結翌日には廃止届が提出された。これにより、JR北海道が2016年に「自社単独で維持することが困難な路線」を公表して以降、「輸送密度が200人未満」とした5線区が全て廃止・バス転換されることとなった。同区間の廃止に伴い、信越本線・東北本線（2002年12月1日から2010年12月4日まで）・鹿児島本線といった整備新幹線開業に伴う並行在来線の部分廃止や第三セクター鉄道化とは別の理由で「本線」と名のつくJR路線が分断される初の事例となった。他の鉄道事業者に移管されずバス転換された廃止区間によって分断された「本線」は信越本線に次ぐ例となる。

### 存廃問題の経緯

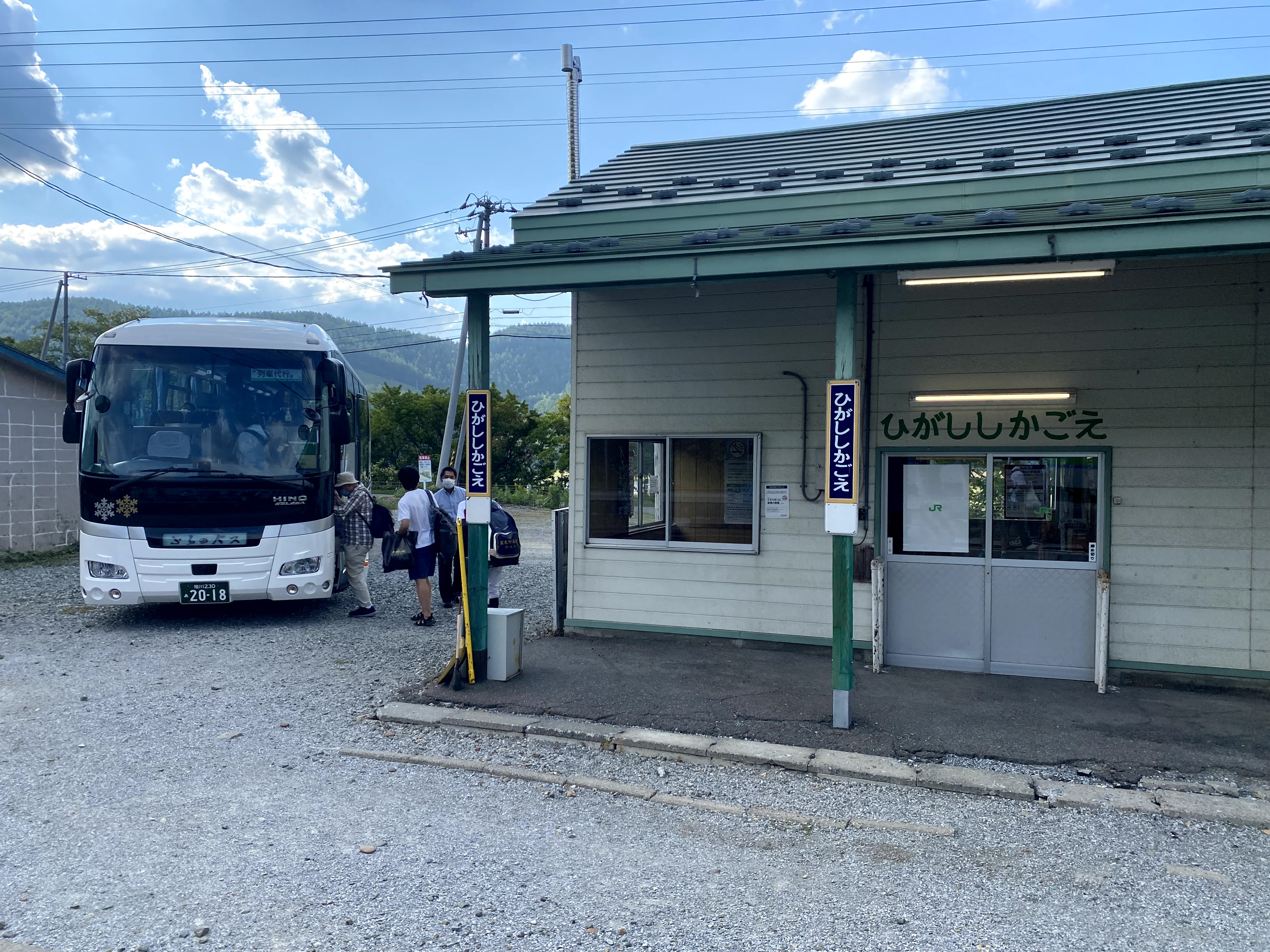
東鹿越駅にて発車を待つ列車代行バス（2021年9月）

2016年（平成28年）11月18日、JR北海道は厳しい経営状況を理由に「自社単独で維持することが困難な路線」として、10路線13区間を発表した。根室本線のうち、新得駅 - 帯広駅間はJR北海道単独で維持可能、帯広駅 - 釧路駅間は当面、JR北海道による運営・維持を継続するものの、地上設備の管理を行う北海道高速鉄道開発との関連で検討を進めるとしている。一方、滝川駅 - 富良野駅間、釧路駅 - 根室駅間は「自社単独では老朽土木構造物の更新を含め「安全な鉄道サービス」を持続的に維持するための費用を確保できない線区」とされ、今後は経費節減や運賃値上げ、利用促進策、上下分離方式への転換などを軸に沿線自治体と協議する予定である。富良野駅 - 新得駅間は「持続可能な交通体系とするためにバス等への転換について地域の皆様と相談を開始します。」とされ、鉄道路線を廃止してバス等へ転換することを前提に沿線自治体との協議が進められた。
同年8月31日に北海道に上陸した台風10号による被害の影響で2020年7月時点も運行休止が続いている東鹿越駅 - 新得駅間は廃止検討区間に含まれており、富良野市など沿線自治体は存続を求めていたが、JR北海道はバス転換を希望していることと、工費が多額なため復旧工事を行っていなかった。
2019年（令和元年）11月13日、JR北海道が南富良野町との会談で、東鹿越駅 - 新得駅間を復旧して富良野駅 - 新得駅間全線で運行再開した場合、年間で9億8千万円の赤字が見込まれる旨の試算を示した。また、同日に、富良野駅 - 幾寅駅間にバス、幾寅駅 - 新得駅間にワゴン車を走らせた場合の経費が、年間1億1千万円が見込まれる旨の試算も示した。2020年（令和2年）9月5日 - 22日の土日祝には、星野リゾート トマムから幾寅駅と道の駅南ふらのを経由して、富良野駅へ結ぶ観光バスが片道1本運行された。利用にはインターネットを通じた事前予約制で、料金は実証実験のため無料であった。
2020年（令和2年）10月11日、国土交通大臣赤羽一嘉が幾寅駅や落合駅周辺の被災状況を視察。同日には富良野市で地元自治体とJR北海道との意見交換が行われ、赤羽は、東鹿越駅 - 新得駅間を復旧させるにあたって、地元の意見を踏まえた上でJR北海道への支援を検討する考えを示したが、同年12月に国土交通省が示した支援策に、当区間への支援は盛り込まれなかった。そのため2021年（令和3年）7月、沿線7市町村で作る「根室本線対策協議会」はこれまで拒んできたJR北海道との協議の開始を決定し、10億9千万円の地元負担額の確保が不可能であれば、廃止・バス転換も視野に検討することとした。
2022年（令和4年）1月28日、富良野市、南富良野町、新得町、占冠村の関連4市町村は会合で「JRが求める地元負担は難しい。鉄道存続を断念せざるを得ない」と、富良野駅 - 新得駅間についての鉄道存続を断念し、バス転換を容認することを表明した。その後、同年9月20日、同日開催の南富良野町議会で、町長の高橋秀樹が、富良野駅 - 新得駅間のバス転換後のバス路線について、富良野駅 - 落合駅間を1日6往復（並行する国道38号を活用）、富良野駅 - 石勝線トマム駅間を1日3往復（落合地区やかなやま湖畔を経由）とすることを明らかにした。
富良野駅 - 新得駅間の廃止に合わせ、JR北海道は関連4市町村に対し、バス転換に伴う初期投資、鉄道廃止後18年間の赤字想定額、沿線のまちづくりに関する支援金20億9千万円を支払う意向を示している。内訳は、バス運行支援金が18億1千万円、まちづくり支援金が2億8千万円（関連4市町村に7千万円ずつ）。
2023年（令和5年）3月6日、JR北海道、北海道、関連4市町村が富良野市役所で会議を開催。JR北海道は関連4市町村に対し、富良野駅 - 新得駅間を2024年（令和6年）3月31日で廃止して翌4月1日からバス転換する案を提案し、関連4市町村はこの案を容認する意向を示した。その後同年3月30日には、JR北海道と関連4市町村が、富良野駅 - 新得間の廃止・バス転換などに関する覚書を、沿線7市町村（富良野市、南富良野町、新得町、占冠村と、滝川市、赤平市、芦別市）が同区間の廃止・バス転換などに関する同意書を締結、締結翌日には廃止届が提出された。

## 運行形態

### 広域輸送
新得駅 - 帯広駅 - 釧路駅間は、石勝線と合わせて道東への主要幹線を形成しており、2020年（令和2年）3月14日現在、札幌駅発着の特急列車が数多く運転されている。札幌駅 - 釧路駅間の特急「おおぞら」が6往復、札幌駅 - 帯広駅間の「とかち」が5往復運転されている。滝川駅 - 富良野駅間については、札幌駅との間を直通で結ぶリゾート特急（「フラノラベンダーエクスプレス」など）が不定期で運行される。
石勝線が全通するまでは、函館駅・札幌駅 - 帯広駅・釧路駅間の特急・急行列車も滝川駅・富良野駅経由で運転していた。

### 地域輸送
快速を含む全ての普通列車がワンマン運転となっている。

#### 滝川駅 - 富良野駅間
普通列車のみの運転である。滝川駅 - 富良野駅間で下り9本、上り8本運転されているほか、芦別始発で6時台に滝川行きが1本運転されている。
平成28年台風第10号で被害を受ける前は、快速が「狩勝」として滝川発池田行き（帯広駅 - 池田駅間普通列車）下り1本と、旭川駅 - 富良野駅 - 帯広駅間（旭川駅 - 富良野駅間の富良野線区間は一部駅通過の普通列車）に1往復運転されていたほか、列車名のない快速列車が滝川発新得行き下り1本、富良野発滝川行き上り2本運転されていた。普通列車は、おおむね滝川駅 - 新得駅間直通列車（大半は帯広方面まで運転）と、滝川駅 - 富良野駅間の区間運転列車に大別された。また、2016年3月25日までは滝川駅 - 落合駅間の列車と滝川発芦別止まりの列車も設定されていた。富良野駅 - 東鹿越駅間が復旧した後のダイヤでは、東鹿越発6時半が始発で富良野発19時が最終であった。2013年10月31日までは富良野発新得行きが22時にあり、その後21時台に繰り上げられた。
沿線からは大雪山連峰や十勝岳が望め、無人地帯を貫く石勝線と違って穏やかな丘陵地帯と農村が広がる。また空知川の金山ダムや滝里ダム建設により一部の区間が滝里トンネル、空知トンネル、鹿越鉄橋経由の新線に付け替えられている。
なお、滝川 - 芦別間は北海道中央バスの路線バスが並行しており、平日は同区間の普通列車よりも本数が多い。

#### 新得駅 - 帯広駅 - 釧路駅間

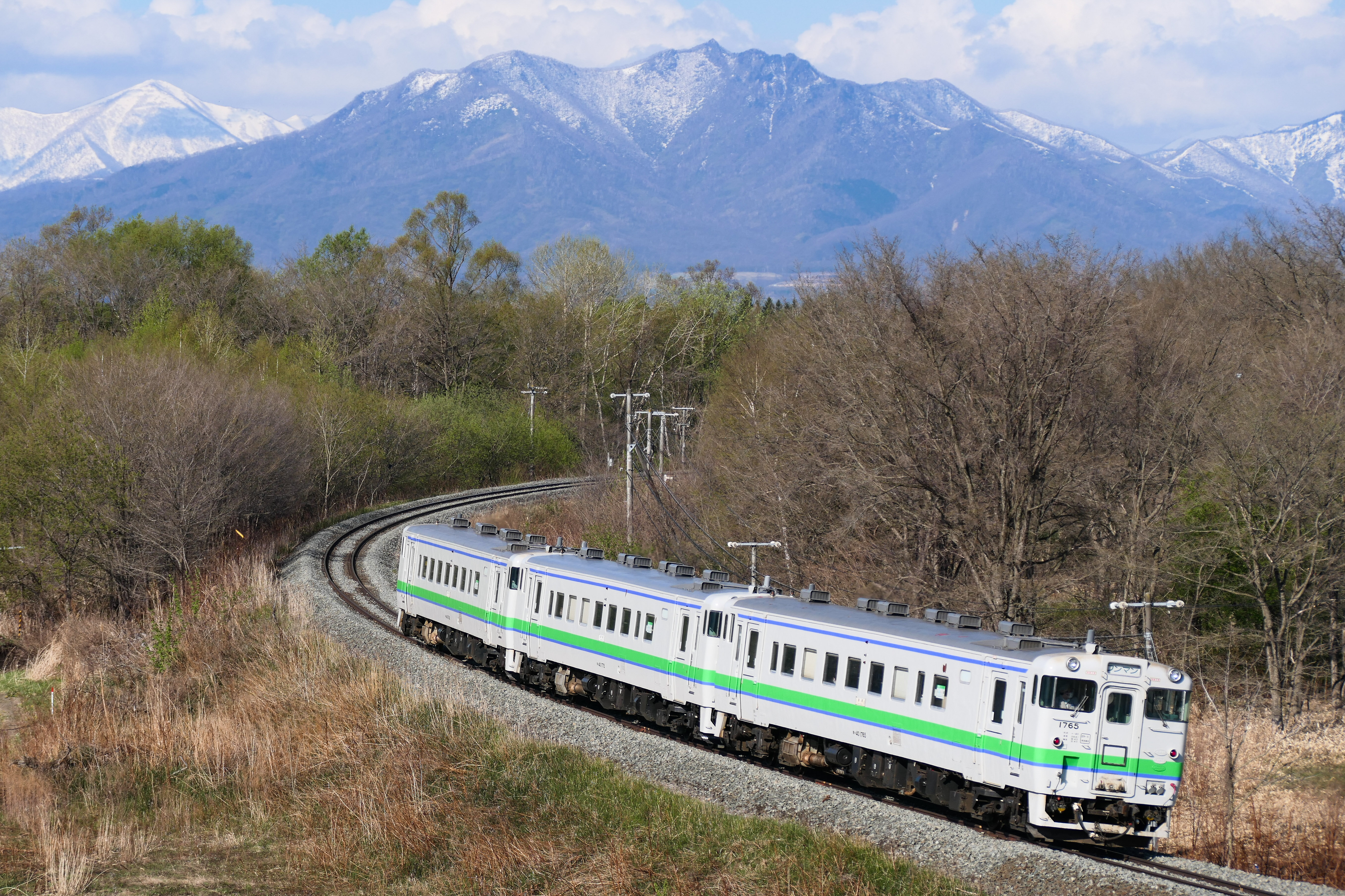
地域輸送にかつて使用されていたキハ40形1700番台（2021年5月 大成駅 - 芽室駅間）

この区間は、石勝線とともに札幌駅 - 釧路駅間の幹線ルートを形成している。高速化改良が実施されており、特急列車が最高速度120 km/hで駆け抜ける。
池田駅を過ぎると厚内川沿いの蛇行した区間と、太平洋岸の丘陵や湿地、河口を避けた区間は、距離は短いものの当線中最も線形が悪く、これを克服するためにキハ283系の仕様が詰められた。カーブ区間は全てPC枕木化されているものの、他の一部区間では枕木に木材を使用した軌道も残っており、最高速度130 km/hで走行できた区間は少ない。また、この区間ではエゾシカの線路侵入が多い（詳細は後述）。
上記2区間の地域輸送は、普通列車が帯広駅・釧路駅を中心に運行されており、帯広・釧路地区は1 - 2時間に1本程度の運転頻度で、帯広圏では芽室・池田・浦幌発着、釧路圏では音別・白糠・大楽毛発着の区間列車がある。帯広駅で乗り換えとなる列車も多い。浦幌駅 - 音別駅間は本数が少なく、1日6往復となっている。
かつて滝川駅 - 釧路駅間の直通列車も下りに1日1本あり、2017年3月4日改正時点で、所要時間は8時間19分を要した。この下り普通列車2427Dは、普通列車としては日本最長の308.4 kmを走行した（後節も参照）。この区間を運転する上り列車として、釧路駅の上り始発列車2522Dが帯広駅から3430D快速「狩勝」となり滝川駅まで運転されていたが、2016年3月26日の改正で新得行きに短縮された。
釧路発の上りは2001年6月30日までは5時頃に始発があったが、現在は厚内始発（釧路駅から回送）になっている。
2021年3月13日改正より、新得駅 - 帯広駅間の下り1本（快速）・上り2本（このうち1本は芽室行に変更）の減便、同区間の上りの快速1本の各駅停車化が実施された。また、朝6時台の厚内発釧路行き下り始発列車が音別発に変更された。
2022年3月12日改正より、この区間を走る普通列車はH100形に統一され、スピードアップが実施された。また、この改正で新得駅 - 池田駅間での快速「狩勝」の運転がなくなった。
過去には帯広駅 - 池田駅間にふるさと銀河線乗入れ列車が設定され、この区間で併結運転があったが、2006年4月21日のふるさと銀河線の廃止によって消滅した。また、かつて羽帯駅・大成駅・稲士別駅・古瀬駅は普通列車でもかなりの数が通過していたが、羽帯・稲士別・古瀬の各駅は2017年より順次廃止され、大成駅は2020年よりすべての普通列車が停車するようになった。

##### 滝川発釧路行普通2427D列車

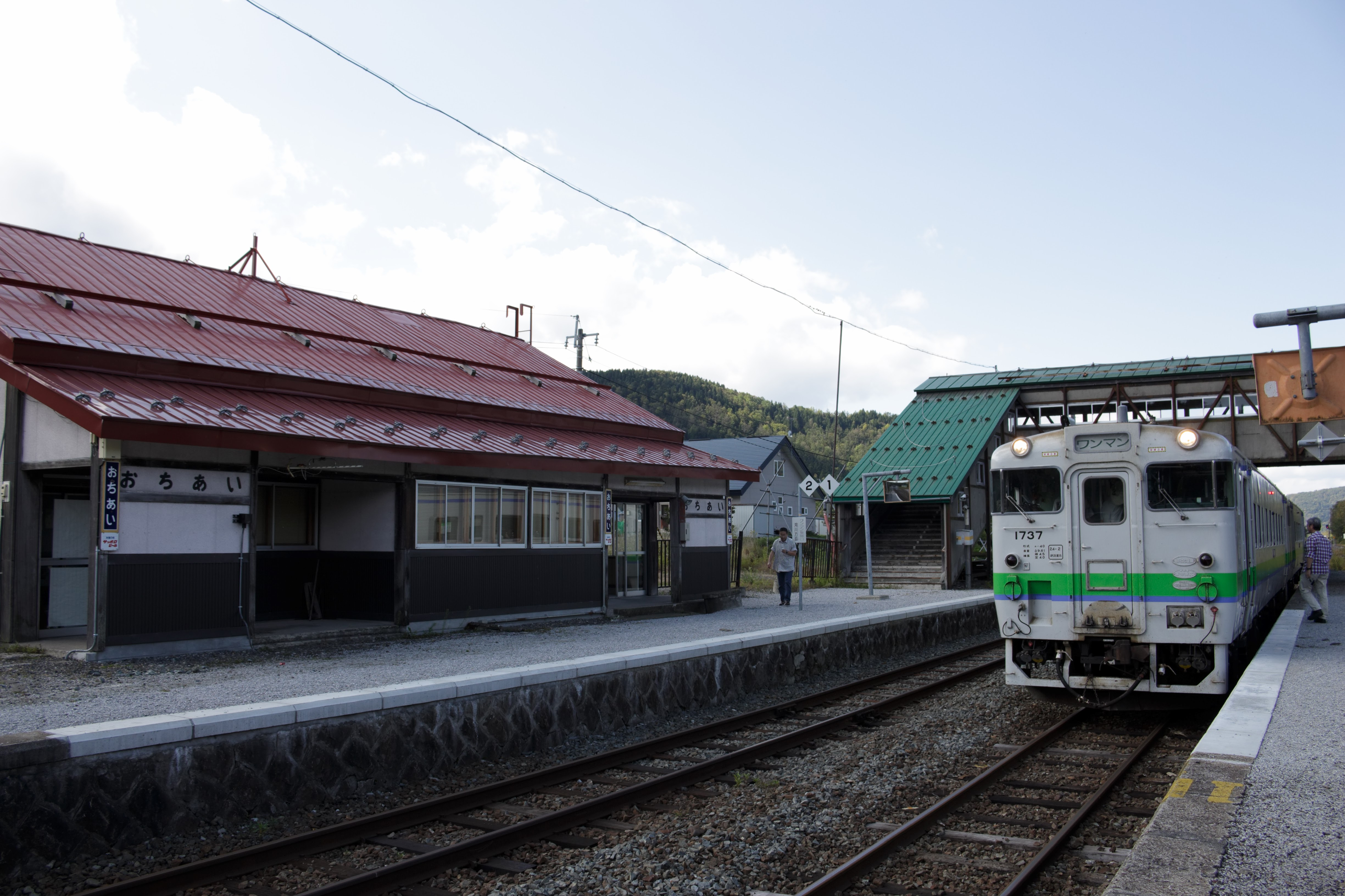
2429D時代の滝川発釧路行普通（落合駅）

滝川駅 - 釧路駅間308.4 kmを運行する「普通2427D列車」は、2017年（平成29年）3月4日時点では滝川発9時42分、釧路着18時01分で、運行時間（8時間19分）が日本一長い普通列車であった。この列車は1987年（昭和62年）までDE10形ディーゼル機関車が牽引する客車列車であった。かつては岡山駅から新山口駅・下関駅までを走っていた山陽本線の多数の普通列車の方が長い距離を走っていたが、ダイヤ改正の度にこれらの列車の運行距離が短縮され、2015年（平成27年）3月ダイヤ改正の時点で当列車より長い距離を走る普通列車は全滅し、最長距離を走る普通列車となった。
2010年（平成22年）4月から、この列車（当時の列車番号は2429D）で滝川駅 - 釧路駅間を1日で乗り通した乗客に釧路駅有人改札口で「完全乗車証明書」を発行していた。2012年（平成24年）10月27日のダイヤ改正で、これまで通過していた羽帯駅・稲士別駅にも、特急を待避する都合で停車するようになり、滝川駅 - 釧路駅間の全ての駅に停車することになった。
2016年（平成28年）3月26日のダイヤ改正で、快速・普通列車の大幅な減便が行われた影響で、この滝川発釧路行き普通列車の列車番号が2429Dから2427Dに変更され、同時に山陽本線に岡山駅から下関駅までの普通列車が復活したが、2017年（平成29年）3月4日のダイヤ改正で糸崎発下関行きに短縮されて再度消滅したため、2427Dが運行距離最長普通列車の座に返り咲いた。
しかし2016年（平成28年）8月31日の台風災害以降、滝川駅 - 新得駅間は代行バスなどにて運行されており、全区間を列車で乗り通すことはできず、実際に全区間を乗り通せる列車としては山陽本線の糸崎発下関行き369Mが最長となった。その後369Mは広島地区普通列車が227系で統一された2019年（平成31年）3月16日のダイヤ改正で岩国駅で系統分割されたため、快速列車を含んだ運行距離最長の普通列車は敦賀発播州赤穂行きの新快速となり、快速列車を除いた狭義の普通列車では、上野東京ラインの熱海駅 - 黒磯駅間の列車となった。しかし、2022年（令和4年）3月12日のダイヤ改正で上野東京ラインの普通列車は原則宇都宮駅で系統分割され、熱海駅 - 黒磯駅間の普通列車も宇都宮駅までの運転に短縮されたため、同改正以降の快速列車を除いた運行距離最長の普通列車は宗谷本線の旭川発稚内行き321D→4323D→4325D (259.4 km) となっている。

#### 釧路駅 - 根室駅間（花咲線）

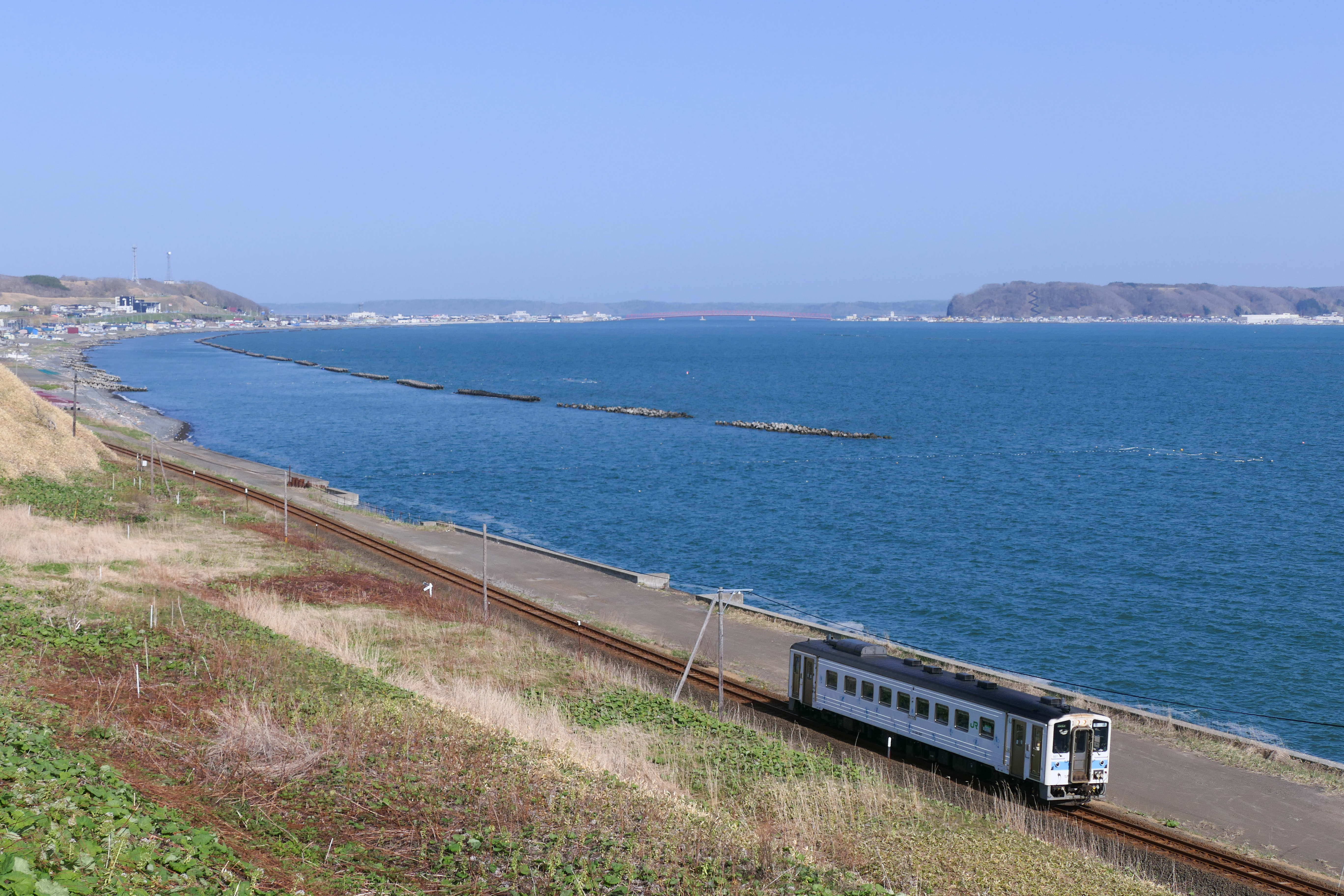
花咲線区間を走行する普通列車（2021年5月）

「花咲線」の愛称を名乗るこの区間は、釧路駅以西とは運転系統が完全に分離されている。かつては釧路駅を越える直通列車もあったが元々数が少なく、全通から4年もたってない1925年4月の時点ですでに1日片道3本ずつであり、過半数の列車は上下ともに釧路止まりであった。さらに1970年代初頭までには直通列車はディーゼル急行1本だけになり、普通列車はすべて釧路止まりとなっていた。2025年3月改正時点で釧路駅 - 根室駅間直通列車は、快速列車が「ノサップ」下りのみ1本、「はなさき」上りのみ1本と、普通列車が4往復の計5往復が運転されている。また、釧路駅 - 厚岸駅間の区間列車が早朝に上り1本、夜間に下り1本設定されている。普通列車の中には、厚床駅 - 根室駅間の一部の駅を通過するものもある。1991年（平成3年）7月1日に発足した「花咲線運輸営業所」がこの区間の管理運営を行っている。
かつて、夏の一時期は夜行列車「まりも」が根室駅まで延長運転されることがあったが、札幌駅 - 根室駅間を通して乗る旅客が減少しているため、2006年（平成18年）以降は延長運転されないことになった。
ほとんどの列車が釧路駅で札幌からの特急列車と接続しているが、朝・夜の1往復は特急とは接続しない（かつては特急「まりも」と接続していた）。
この区間は釧路駅以西と比べてもエゾシカの線路侵入が著しく多い（後述）。

### 代替バス
廃止された富良野駅 - 新得駅間の地域輸送を代替する目的で、富良野と落合の間では以下の交通体系が整備された。南富良野町営バスのうちデマンド方式で運行される路線については南富良野町民のみが利用可能であり、金山 - 東鹿越間については町民以外の者が利用可能なバスの路線はない。
- 富良野 - 幾寅間（国道38号線経由）：ふらのバス西達布線
- 富良野 - 金山間（国道237号線経由）：南富良野町営バス・占冠村営バス
- 下金山 - 幾寅間：南富良野町営バス（デマンド方式）
- 幾寅 - 落合間：南富良野町営バス（デマンド方式）・占冠村営バス
- 東鹿越 - 落合間：南富良野町営バス

また、狩勝峠を越える落合と新得の間については、旭川 - 帯広間を運行する完全予約制の都市間バス「ノースライナー」の狩勝峠経由便を2往復増便して1日5往復とした上で、落合に停留所が新設された。このバスは富良野駅、新得駅でも停車するため、廃線区間全部の代替バスともなる。
ノースライナーや西達布線、一部のデマンドバスについては道の駅南ふらのでの接続・乗り換えを考慮したダイヤ編成が行われており、事実上道の駅が幾寅地区のバスターミナルとして使われている。

### 貨物輸送
貨物列車は、滝川駅 - 富良野駅間と新得駅 - 帯広貨物駅 - 釧路貨物駅間で運転されている。

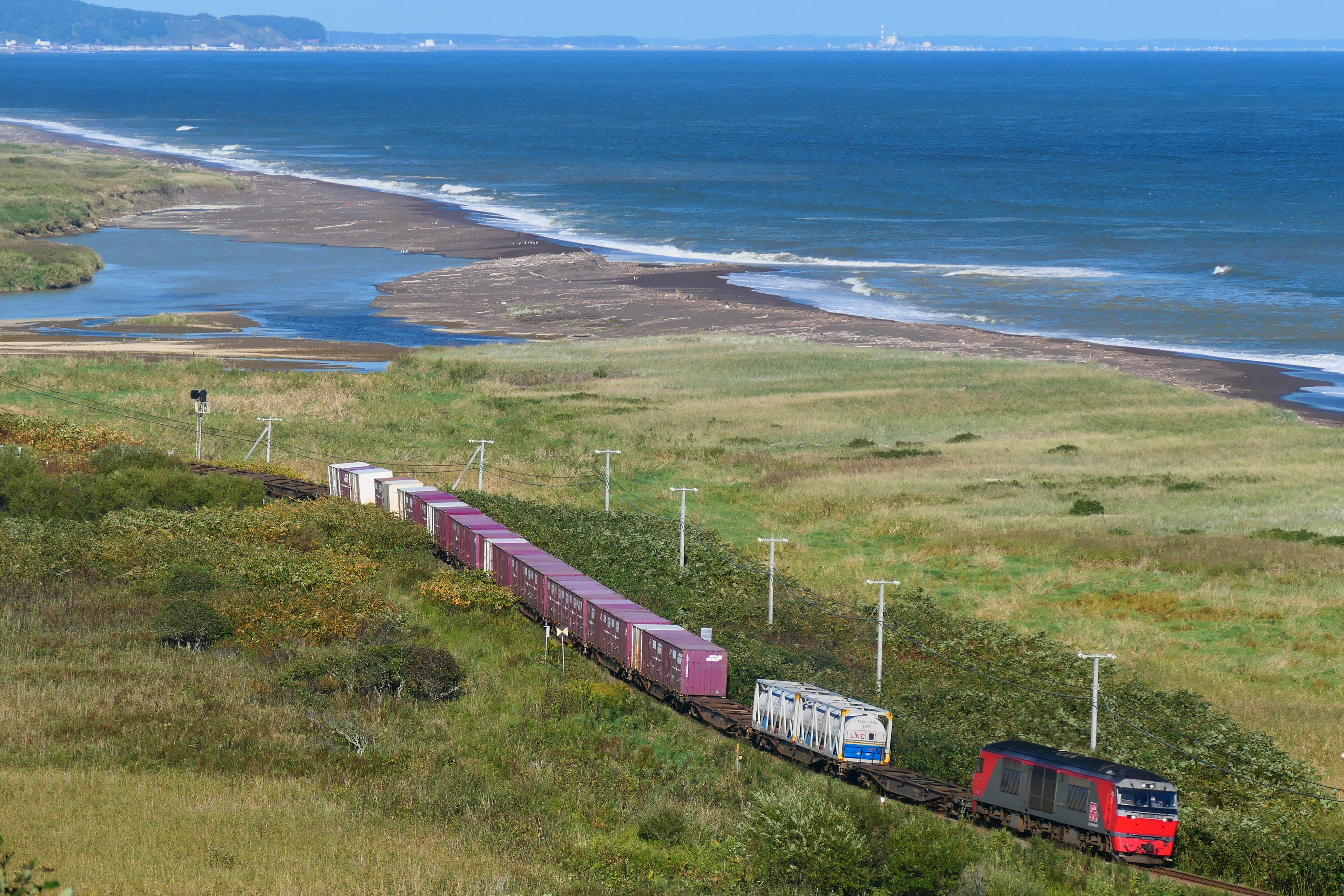
根室本線の沿岸部を走行する高速貨物列車（2021年9月 音別駅 - 厚内駅間）

滝川駅 - 富良野駅間
滝川駅 - 富良野駅間の列車は、コンテナ車で組成された最高速度95km/hの高速貨物列車で、札幌貨物ターミナル駅 - 富良野駅間に秋冬限定の臨時列車が2往復設定されている。またこの列車には公募により「ふらのベジタ号」の愛称がつけられている。
新得駅 - 帯広貨物駅 - 釧路貨物駅間
新得駅 - 帯広貨物駅 - 釧路貨物駅間の列車はコンテナ車で組成された高速貨物列車で、石勝線直通で運転されている。
高速貨物列車は、札幌貨物ターミナル駅 - 帯広貨物駅間に臨時1往復を含めて4往復、札幌貨物ターミナル駅 - 釧路貨物駅間に下り3本（うち1本は苫小牧駅経由）と上り1本、釧路貨物駅 - 帯広貨物駅間に上り2本が設定されている。札幌貨物ターミナル駅 - 釧路貨物駅間の列車は、いずれも帯広貨物駅でコンテナ車の増解結を行い、うち1往復は音別駅で増解結を行い、大塚製薬の製品輸送コンテナを扱う。本州方面への直通列車も設定され、帯広貨物駅から隅田川駅、吹田貨物ターミナル駅にそれぞれ片道1本運転されている。これらの列車には釧路貨物駅から別列車で帯広貨物駅に到着したコンテナ車の一部も連結される。本州直通列車にはコキ100系貨車が使用される。最高速度は帯広貨物駅発隅田川駅行きが100 km/hのほかは全て95 km/hである。
列車の牽引機関車は、ディーゼル機関車である。高速貨物列車及び専用貨物列車はDF200形を使用する。
また、2016年（平成28年）8月23日より台風9号および台風10号の被災により、道東地区の貨物列車の代行として、トラック輸送を開始した。同年9月17日には道東地区の馬鈴薯輸送の拡大のため、苫小牧貨物駅 - 道東地区（帯広貨物駅・士幌地区）間の代行トラック輸送も開始。同年12月22日の上落合信号場 - 芽室駅間の復旧により、貨物列車も運行再開。これに伴い、代行フェリー輸送も終了。
2012年（平成24年）5月までは石油輸送用のタンク車で組成された専用貨物列車も運行されており、専用貨物列車は定期列車（土日運休）として本輪西駅 - 帯広貨物駅間に1往復設定され、室蘭製油所からの石油輸送を行っていた。東室蘭発帯広貨物行きが1本と帯広貨物発本輪西行き1本の片道1本ずつの臨時専用貨物列車も設定されていた。いずれも最高速度は75 km/hである。

### エゾシカによる運行支障

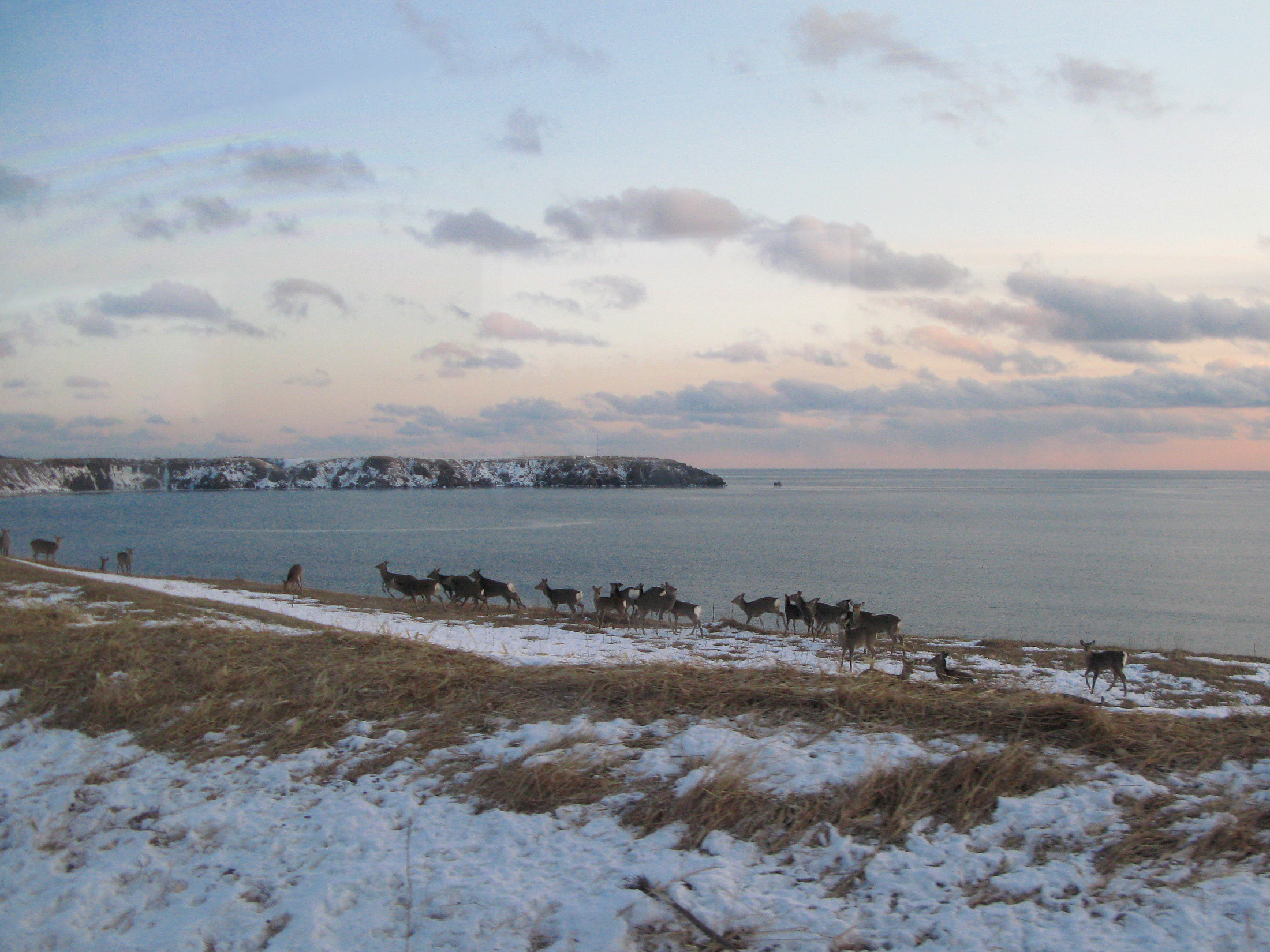
花咲線列車内から見たエゾシカの群れ（落石駅付近、2010年2月）

エゾシカは本州のニホンジカと同種だが、ニホンジカより大きく（ベルクマンの法則）、体重200kgを超える個体もおり、列車と衝突した場合、看過できない問題となる。
JR北海道全体において、エゾシカとの衝突や、衝突に至らないまでも急制動を強いられるなどにより報告される運行支障件数は、近年著しく増加を続けている。その原因は禁猟などによるエゾシカの個体数激増にあると見られている。1990年代前期に年間200 - 300件程度だったものが、2004年（平成16年）度に年間1,000件を超え、2020年（令和2年）度は2,414件にのぼっている。衝突時の衝撃としては300kgを超えるヒグマの方が大きいものの、ヒグマは臆病な性格のため線路周辺に現れることはほとんどなく、また個体数自体がエゾシカより少ないため、列車衝突事故の件数はエゾシカに比べて極めて少ない。
根室本線は、北海道の中でもエゾシカの線路侵入が目立って多い。2020年（令和2年）度の全道2,414件中、937件が釧路支社管内で、そのうち657件は落合以東の根室本線で占めている。
接触対策として、1990年代にはシカが列車に近づかないよう超音波を発する警報器を取り付けたり、列車のライトに光るシカよけの反射等を沿線に設置した。近年ではシカが嫌がる匂いの入った芳香剤の散布、鹿の侵入防止柵の設置なども行われている。
| 年度 | シカとの接触回数 | シカとの接触回数  | シカとの接触回数  | 出典                    |
| 年度 | JR北海道全線     | 滝川駅 - 釧路駅間 | 釧路駅 - 根室駅間 | 出典                    |
| ---- | ---------------- | ----------------- | ----------------- | ----------------------- |
| 1987 | 54               |                   |                   | [ 新聞 73 ]             |
| 1993 | 286              | 59                | 89                | [ 報道 40 ] [ 新聞 73 ] |
| 1995 | 493              | 83                | 148               | [ 報道 40 ]             |
| 2000 | 676              | 116               | 176               | [ 報道 40 ]             |
| 2005 | 1234             | 182               | 277               | [ 報道 40 ]             |
| 2010 | 2070             | 286               | 456               | [ 59 ]                  |
| 2015 | 1961             | 254               | 489               | [ 報道 41 ]             |
| 2020 | 2414             | 403               | 372               | [ 報道 41 ]             |

落合駅 - 釧路駅間
落合駅 - 釧路駅間の2007年（平成19年）度支障件数は128件で、減速して警戒するほか、特に出没が多い浦幌 - 直別間ではエゾシカ侵入防止フェンスの設置を進めている。
釧路駅 - 根室駅間（花咲線）
花咲線区間での2007年（平成19年）度支障件数は335件にものぼる。これは絶対数であり、釧路以西と比較すると、特急・急行も貨物列車もなく、列車本数や営業距離も勘案すれば、列車営業キロあたりでは釧路以西の10倍以上エゾシカの影響を受けているといえる。警笛によりシカに注意を促すために、花咲線用のキハ54はタイフォンをホイッスル（通称「シカブエ」と呼ばれる。JR北海道の車両にはキハ283系など広く用いられている）に換えている。また、2022年10月以降相次いで発生した衝突事故の影響で急速に車両繰りが厳しくなったため多数の列車の運休を余儀なくされ、衝突や急制動の回避を目的に夕方から夜間に運転される列車で冬季限定の徐行運転を行うこととなったほか、車両繰りがつかなくなった結果同区間でのワンマン運転に対応していないH100形を、同区間の普通列車としては1991年以来32年ぶりとなる車掌乗務のうえで代走に充当する事態に至った。

## 使用車両

### 現在の使用車両
全て気動車で運転されている。

#### 特急列車
- キハ261系：「とかち」「おおぞら」

#### 普通列車
- キハ54形（滝川駅 - 富良野駅、釧路駅 - 根室駅）
  - 2025年（令和7年）3月15日改正時より、滝川駅 - 富良野駅間でも運用開始[62]。滝川方では旭川運転所所属車、釧路方では釧路運輸車両所所属車が使用される。
- H100形（新得駅 - 釧路駅）
  - 2022年（令和4年）3月12日改正時より、全列車で運用開始[報道 29]。

### 過去の使用車両
国鉄時代はキハ22形気動車も全線で運用されていた。
2006年（平成18年）4月21日に、ふるさと銀河線が廃止されるまでは、ふるさと銀河線の気動車（CR70形・CR75形）も池田駅 - 帯広駅間に2往復乗り入れていた。

#### 機関車
- 蒸気機関車
  - D51・C57：釧路以西を担当[54]。
  - C58：釧路駅 - 根室駅間で郵便・荷物輸送を兼ねた客車列車と貨物輸送を担当[54]。
- ディーゼル機関車
  - DD51[54]
  - DE10
  - DE15

#### 特急列車
- 気動車
  - キハ82系：「おおぞら」など
  - キハ183系：「とかち」「スーパーとかち」「おおぞら」「まりも」など。「スーパーとかち」にはダブルデッカー キサロハ182形が連結されていた。
  - キハ283系：「おおぞら」。2022年（令和4年）3月12日改正時をもって運用離脱[報道 29]。
- 客車
  - 14系：「おおぞら」「まりも」の寝台車
  - 24系：「北斗星まりも」

#### 急行・準急列車
- 気動車
  - キハ56系：「そらち」「十勝」「摩周」「阿寒」「狩勝」「まりも」「ニセコ」
  - キハ53形：「ノサップ」
  - キハ22形：「池北」「ぬさまい」「ノサップ」
- 客車
  - オハ35系：「まりも」
  - スハ43系：「狩勝」「まりも」
  - 14系：「まりも」
  - オロネ10：「まりも」1983年（昭和58年）9月限りで連結終了。

#### 普通列車
- キハ150形（富良野駅 - 帯広駅）
  - 快速「狩勝」の旭川駅直通列車で使用。また、間合い運用で帯広駅近辺で運転されることもあった。
- 客車改造気動車（キハ08、キハ09など）
  - 車体が重いため勾配の少ない釧路駅 - 根室駅間で多く見られた[54]。
- キハ40系（滝川駅 - 富良野駅、釧路駅 - 根室駅）
  - 主に滝川駅 - 富良野駅間と釧路駅 - 厚岸駅間で使用。運用の都合で厚岸駅 - 根室駅間に入ることもあった。また、かつては北海道ちほく高原鉄道ふるさと銀河線（池田駅 - 足寄駅間のみ）にも朝の1往復のみ乗り入れていた。
  - 滝川方では旭川運転所所属車、釧路方では釧路運輸車両所所属車が使用された。

## データ

### 路線データ
- 管轄（事業種別）・区間（営業キロ）
  - 北海道旅客鉄道（第一種鉄道事業者）
    - 滝川駅 - 富良野駅 ：54.6 km
    - 新得駅 - 根室駅： 307.5 km
      - キロポストは滝川起点のものがそのまま使用され、線内各踏切に書かれているキロ数表示も滝川からの通算表示となっている。

  - 日本貨物鉄道（第二種鉄道事業者）
    - 滝川駅 - 富良野駅：54.6 km
    - 新得駅 - 釧路駅：172.1 km
- 軌間：1,067 mm（狭軌）
- 駅数：51駅・10信号場（起終点駅含む）[注釈 1]
  - 一般駅：3駅
  - 旅客駅：46駅
  - 貨物駅：2駅
  - 信号場：10か所
- 複線区間：なし（全線単線）
- 電化区間：なし（全線非電化）
- 閉塞方式：
  - 自動閉塞式 滝川駅 - 東釧路駅間
  - 特殊自動閉塞式（電子符号照査式） 東釧路駅 - 根室駅間
- 交換可能な駅は駅一覧を参照。
- 最高速度（2024年4月1日時点）[報道 42][報道 43][報道 44][新聞 74]：
  - 120 km/h（新得駅 - 釧路駅間）
  - 95 km/h（滝川駅 - 富良野駅間）
  - 85 km/h（釧路駅 - 厚床駅間）
  - 80 km/h（厚床駅 - 根室駅間[2]）

### 輸送密度
区間ごとの輸送密度は以下の通り。新得駅 - 帯広駅間については、実質的に一体化した運用を行っている石勝線（南千歳駅 - 新得駅間）と総合して計算した数値が公表されている。
| 年度                 | 輸送密度（人/日） | 輸送密度（人/日）   | 輸送密度（人/日）   | 輸送密度（人/日）   | 輸送密度（人/日） | 輸送密度（人/日） | 備考                                                                                                   | 出典                    |
| 年度                 | 滝川駅 - 新得駅間 | 滝川駅 - 新得駅間   | 滝川駅 - 新得駅間   | 南千歳駅 - 帯広駅間 | 帯広駅 - 釧路駅間 | 釧路駅 - 根室駅間 | 備考                                                                                                   | 出典                    |
| 年度                 | 全体              | 滝川駅 - 富良野駅間 | 富良野駅 - 新得駅間 | 南千歳駅 - 帯広駅間 | 帯広駅 - 釧路駅間 | 釧路駅 - 根室駅間 | 備考                                                                                                   | 出典                    |
| -------------------- | ----------------- | ------------------- | ------------------- | ------------------- | ----------------- | ----------------- | --- | ----------------------- |
| 1975年（昭和50年）度 |                   | 6,608               | 6,271               |                     |                   | 1,879             | | [ 報道 49 ]             |
| 1980年（昭和55年）度 |                   | 5,341               | 4,664               |                     |                   | 1,385             | | [ 報道 50 ]             |
| 1984年（昭和59年）度 |                   |                     |                     |                     |                   | 1,046             | 滝川駅 - 釧路駅間は2,729                                                                               | [ 新聞 75 ]             |
| 1985年（昭和60年）度 |                   | 835                 | 654                 |                     |                   | 1,037             | | [ 報道 50 ]             |
| 1987年（昭和62年）度 |                   | 725                 | 580                 |                     |                   | 1,006             | | [ 報道 50 ]             |
| 1988年（昭和63年）度 |                   | 704                 | 531                 |                     |                   | 959               | | [ 報道 50 ]             |
| 1989年（平成元年）度 |                   | 802                 | 594                 |                     |                   | 880               | | [ 報道 50 ]             |
| 1990年（平成2年）度  |                   | 817                 | 474                 |                     |                   | 887               | | [ 報道 50 ]             |
| 1991年（平成3年）度  |                   | 827                 | 444                 |                     |                   | 861               | | [ 報道 50 ]             |
| 1992年（平成4年）度  |                   | 810                 | 451                 |                     |                   | 810               | | [ 報道 50 ]             |
| 1993年（平成5年）度  |                   | 782                 | 448                 |                     |                   | 751               | | [ 報道 50 ]             |
| 1994年（平成6年）度  |                   | 798                 | 428                 |                     |                   | 685               | | [ 報道 50 ]             |
| 1995年（平成7年）度  |                   | 786                 | 400                 |                     |                   | 649               | | [ 報道 50 ]             |
| 1996年（平成8年）度  |                   | 741                 | 386                 |                     |                   | 612               | | [ 報道 50 ]             |
| 1997年（平成9年）度  |                   | 639                 | 318                 |                     |                   | 568               | | [ 報道 50 ]             |
| 1998年（平成10年）度 |                   | 633                 | 315                 |                     |                   | 483               | | [ 報道 50 ]             |
| 1999年（平成11年）度 |                   | 590                 | 308                 |                     |                   | 473               | | [ 報道 50 ]             |
| 2000年（平成12年）度 |                   | 575                 | 285                 |                     |                   | 461               | | [ 報道 50 ]             |
| 2001年（平成13年）度 |                   | 559                 | 289                 |                     |                   | 447               | | [ 報道 50 ]             |
| 2002年（平成14年）度 |                   | 560                 | 268                 |                     |                   | 465               | | [ 報道 50 ]             |
| 2003年（平成15年）度 |                   | 584                 | 271                 |                     |                   | 442               | | [ 報道 50 ]             |
| 2004年（平成16年）度 |                   | 619                 | 290                 |                     |                   | 483               | | [ 報道 50 ]             |
| 2005年（平成17年）度 |                   | 594                 | 276                 |                     |                   | 476               | | [ 報道 50 ]             |
| 2006年（平成18年）度 |                   | 599                 | 280                 |                     |                   | 481               | | [ 報道 50 ]             |
| 2007年（平成19年）度 |                   | 578                 | 239                 |                     |                   | 434               | | [ 報道 50 ]             |
| 2008年（平成20年）度 |                   | 544                 | 197                 |                     |                   | 408               | | [ 報道 50 ]             |
| 2009年（平成21年）度 |                   | 501                 | 171                 |                     |                   | 407               | | [ 報道 50 ]             |
| 2010年（平成22年）度 |                   | 459                 | 164                 |                     |                   | 414               | | [ 報道 50 ]             |
| 2011年（平成23年）度 |                   | 437                 | 172                 |                     |                   | 391               | | [ 報道 50 ]             |
| 2012年（平成24年）度 | 289               | 467                 | 170                 |                     |                   | 433               | | [ 報道 51 ]             |
| 2013年（平成25年）度 | 284               | 468                 | 160                 |                     |                   | 428               | | [ 報道 51 ]             |
| 2014年（平成26年）度 | 277               | 460                 | 155                 | 4,270               | 2,259             | 436               | | [ 報道 52 ] [ 報道 45 ] |
| 2015年（平成27年）度 |                   | 488                 | 152                 | 4,213               | 2,266             | 449               | | [ 報道 53 ] [ 報道 54 ] |
| 2016年（平成28年）度 |                   | 384                 | 106                 | 3,204               | 1,728             | 457               | | [ 報道 55 ]             |
| 2017年（平成29年）度 |                   | 428                 | 92                  | 3,567               | 1,587             | 264               | 南千歳駅 - 帯広駅間：道東方面の特急列車運転再開により、前年度比増加 全区間：同年度分より集計方法見直し | [ 報道 56 ]             |
| 2018年（平成30年）度 |                   | 419                 | 94                  | 3,529               | 1,557             | 250               | | [ 報道 57 ]             |
| 2019年（令和元年）度 |                   | 386                 | 82                  | 3,246               | 1,450             | 238               | 全区間：新型コロナウイルス感染症（COVID-19）の拡大の影響等により、前年度比減少                         | [ 報道 58 ]             |
| 2020年（令和02年）度 |                   | 190                 | 57                  | 1,570               | 897               | 150               | 全区間：COVID-19の影響により、前年度比大幅減少                                                         | [ 報道 59 ]             |
| 2021年（令和03年）度 |                   | 201                 | 50                  | 1,902               | 798               | 174               | | [ 報道 60 ]             |
| 2022年（令和04年）度 |                   | 266                 | 53                  | 2,905               | 904               | 190               | | [ 報道 61 ]             |
| 2023年（令和05年）度 |                   | 384                 | 80                  | 2,788               | 1,237             | 221               | 富良野駅 - 新得駅間：営業最終年度                                                                      | [ 報道 62 ]             |

### 収支・営業係数
区間ごとの収支（営業収益、営業費用、営業損益）と営業係数は以下の通り。いずれも管理費を含めた金額である。▲はマイナスを意味する。なお、新得駅 - 帯広駅間については、実質的に一体化した運用を行っている石勝線（南千歳駅 - 新得駅間）と総合して計算したデータが公表されている。
| 年度                 | 収支（百万円） | 収支（百万円） | 収支（百万円） | 営業係数 （円） | 備考 | 出典        |
| 年度                 | 営業収益       | 営業費用       | 営業損益       | 営業係数 （円） | 備考 | 出典        |
| -------------------- | -------------- | -------------- | -------------- | --------------- | --- | ----------- |
| 2014年（平成26年）度 | 120            | 1,148          | ▲1,028         | 953             | | [ 報道 45 ] |
| 2015年（平成27年）度 | 130            | 1,313          | ▲1,183         | 1,010           | | [ 報道 54 ] |
| 2016年（平成28年）度 | 115            | 1,390          | ▲1,275         | 1,210           | | [ 報道 55 ] |
| 2017年（平成29年）度 | 138            | 1,408          | ▲1,270         | 1,020           | 同年度分より集計方法見直し                                                                               | [ 報道 56 ] |
| 2018年（平成30年）度 | 144            | 1,250          | ▲1,106         | 869             | 除雪費の減少により、前年度比改善                                                                         | [ 報道 57 ] |
| 2019年（令和元年）度 | 130            | 1,219          | ▲1,089         | 937             | | [ 報道 58 ] |
| 2020年（令和02年）度 | 56             | 1,027          | ▲972           | 1,845           | 新型コロナウイルス感染症（COVID-19）の影響による営業収益の減少、橋梁修繕の減少に伴う営業費用の減少が発生 | [ 報道 59 ] |
| 2021年（令和03年）度 | 59             | 1,163          | ▲1,105         | 1,980           | | [ 報道 60 ] |
| 2022年（令和04年）度 | 87             | 1,190          | ▲1,103         | 1,371           | | [ 報道 61 ] |
| 2023年（令和05年）度 | 137            | 1,263          | ▲1,125         | 921             | | [ 報道 62 ] |

| 年度                 | 収支（百万円） | 収支（百万円） | 収支（百万円） | 営業係数 （円） | 備考                                                                        | 出典        |
| 年度                 | 営業収益       | 営業費用       | 営業損益       | 営業係数 （円） | 備考                                                                        | 出典        |
| -------------------- | -------------- | -------------- | -------------- | --------------- | --------------------------------------------------------------------------- | ----------- |
| 2014年（平成26年）度 | 60             | 952            | ▲892           | 1,591           |                                                                             | [ 報道 45 ] |
| 2015年（平成27年）度 | 56             | 1,035          | ▲979           | 1,854           |                                                                             | [ 報道 54 ] |
| 2016年（平成28年）度 | 35             | 923            | ▲888           | 2,636           |                                                                             | [ 報道 55 ] |
| 2017年（平成29年）度 | 31             | 735            | ▲705           | 2,405           | 同年度分より集計方法見直し                                                  | [ 報道 56 ] |
| 2018年（平成30年）度 | 34             | 768            | ▲734           | 2,289           |                                                                             | [ 報道 57 ] |
| 2019年（令和元年）度 | 32             | 894            | ▲863           | 2,825           | 列車運行区間（富良野駅 - 東鹿越駅間）の線路修繕の増加等により、前年度比拡大 | [ 報道 58 ] |
| 2020年（令和02年）度 | 21             | 755            | ▲734           | 3,606           | 列車運行区間（富良野駅 - 東鹿越駅間）の線路修繕の減少により、前年度比改善   | [ 報道 59 ] |
| 2021年（令和03年）度 | 29             | 681            | ▲661           | 3,287           | 列車運行区間（富良野駅 - 東鹿越駅間）の線路修繕の減少により、前年度比改善   | [ 報道 60 ] |
| 2022年（令和04年）度 | 26             | 721            | ▲696           | 2,786           |                                                                             | [ 報道 61 ] |
| 2023年（令和05年）度 | 41             | 738            | ▲697           | 1,784           | 営業最終年度                                                                | [ 報道 62 ] |

| 年度                 | 収支（百万円） | 収支（百万円） | 収支（百万円） | 営業係数 （円） | 備考 | 出典        |
| 年度                 | 営業収益       | 営業費用       | 営業損益       | 営業係数 （円） | 備考 | 出典        |
| -------------------- | -------------- | -------------- | -------------- | --------------- | --- | ----------- |
| 2014年（平成26年）度 | 6,337          | 8,266          | ▲1,929         | 130             | | [ 報道 45 ] |
| 2015年（平成27年）度 | 6,274          | 7,961          | ▲1,686         | 127             | | [ 報道 54 ] |
| 2016年（平成28年）度 | 4,512          | 7,919          | ▲3,407         | 176             | 2016年8月の台風被害により、道東方面の特急列車の長期運休による運輸収入減少、バス代行経費が増加したことに伴い、前年度比拡大 | [ 報道 55 ] |
| 2017年（平成29年）度 | 5,587          | 8,837          | ▲3,310         | 159             | 道東方面の特急列車の運転再開による営業費用増加が発生。また、同年度分より集計方法見直し                                    | [ 報道 56 ] |
| 2018年（平成30年）度 | 5,408          | 8,796          | ▲3,388         | 163             | | [ 報道 57 ] |
| 2019年（令和元年）度 | 5,137          | 9,112          | ▲3,975         | 177             | 新型コロナウイルス感染症（COVID-19）の影響による運輸収入減少、トンネルや線路の修繕増加等により、前年度比拡大              | [ 報道 58 ] |
| 2020年（令和02年）度 | 2,353          | 7,976          | ▲5,623         | 339             | COVID-19の影響により、前年度比拡大                                                                                        | [ 報道 59 ] |
| 2021年（令和03年）度 | 2,879          | 7,879          | ▲5,000         | 274             | | [ 報道 60 ] |
| 2022年（令和04年）度 | 4,412          | 8,731          | ▲4,319         | 198             | | [ 報道 61 ] |
| 2023年（令和05年）度 | 4,581          | 8,653          | ▲4,072         | 189             | | [ 報道 62 ] |

| 年度                 | 収支（百万円） | 収支（百万円） | 収支（百万円） | 営業係数 （円） | 備考 | 出典        |
| 年度                 | 営業 収益      | 営業 費用      | 営業 損益      | 営業係数 （円） | 備考 | 出典        |
| -------------------- | -------------- | -------------- | -------------- | --------------- | --- | ----------- |
| 2014年（平成26年）度 | 2,217          | 5,451          | ▲3,234         | 246             | | [ 報道 45 ] |
| 2015年（平成27年）度 | 2,186          | 5,473          | ▲3,288         | 250             | | [ 報道 54 ] |
| 2016年（平成28年）度 | 1,627          | 5,496          | ▲3,869         | 338             | | [ 報道 55 ] |
| 2017年（平成29年）度 | 1,656          | 5,898          | ▲4,242         | 356             | 同年度分より集計方法見直し                                                                                         | [ 報道 56 ] |
| 2018年（平成30年）度 | 1,605          | 5,500          | ▲3,895         | 343             | 北海道胆振東部地震による運輸収入減少、設備投資が概ね完了したことに併せて行われる軌道整備の減少により、前年度比改善 | [ 報道 57 ] |
| 2019年（令和元年）度 | 1,528          | 5,589          | ▲4,061         | 366             | | [ 報道 58 ] |
| 2020年（令和02年）度 | 875            | 5,361          | ▲4,485         | 612             | | [ 報道 59 ] |
| 2021年（令和03年）度 | 847            | 5,157          | ▲4,309         | 609             | | [ 報道 60 ] |
| 2022年（令和04年）度 | 1,007          | 5,690          | ▲4,683         | 565             | | [ 報道 61 ] |
| 2023年（令和05年）度 | 1,334          | 5,613          | ▲4,280         | 421             | | [ 報道 62 ] |

| 年度                 | 収支（百万円） | 収支（百万円） | 収支（百万円） | 営業係数 （円） | 備考                                                                                 | 出典        |
| 年度                 | 営業収益       | 営業費用       | 営業損益       | 営業係数 （円） | 備考                                                                                 | 出典        |
| -------------------- | -------------- | -------------- | -------------- | --------------- | ------------------------------------------------------------------------------------ | ----------- |
| 2014年（平成26年）度 | 247            | 1,247          | ▲1,000         | 505             |                                                                                      | [ 報道 45 ] |
| 2015年（平成27年）度 | 258            | 1,334          | ▲1,076         | 517             |                                                                                      | [ 報道 54 ] |
| 2016年（平成28年）度 | 235            | 1,273          | ▲1,038         | 542             | 普通列車の減便による人件費・業務費等の減少により、前年度比改善                       | [ 報道 55 ] |
| 2017年（平成29年）度 | 163            | 1,272          | ▲1,110         | 783             | 同年度分より集計方法見直し                                                           | [ 報道 56 ] |
| 2018年（平成30年）度 | 164            | 1,279          | ▲1,115         | 781             |                                                                                      | [ 報道 57 ] |
| 2019年（令和元年）度 | 170            | 1,277          | ▲1,108         | 753             | 根室市受託の花咲線調査事業費の収入計上等による営業収益増加が発生                     | [ 報道 58 ] |
| 2020年（令和02年）度 | 103            | 1,296          | ▲1,194         | 1,264           | 新型コロナウイルス感染症（COVID-19）の影響による運輸収入減少に伴う営業収益減少が発生 | [ 報道 59 ] |
| 2021年（令和03年）度 | 129            | 1,289          | ▲1,160         | 1,002           |                                                                                      | [ 報道 60 ] |
| 2022年（令和04年）度 | 158            | 1,290          | ▲1,132         | 818             |                                                                                      | [ 報道 61 ] |
| 2023年（令和05年）度 | 175            | 1,478          | ▲1,302         | 843             |                                                                                      | [ 報道 62 ] |

## 駅一覧
滝川駅 - 富良野駅間、新得駅 - 東釧路駅間において駅ナンバリングが設定されているが、駅ナンバリング順ではなく、滝川駅から下り方向に記述。駅ナンバリングの詳細については「北海道旅客鉄道の駅ナンバリング・区間カラー」を参照。
- 駅番号…カッコ( )内のものは旅客駅当時のもの。
- 駅名 … （貨）：貨物専用駅、◆・◇：貨物取扱駅（貨物専用駅を除く。◇は定期貨物列車の発着なし）
- 富良野駅 - 新得駅間（廃止区間）および新得駅 - 根室駅間の「滝川駅からの累計営業キロ」は、区間廃止以前に使用されていたものであり、区間廃止後は運賃計算に使用することはできない。
- 線路（全線単線） … ◇・∨・∧：列車交換可、｜：列車交換不可
- 全駅北海道内に所在。

### 滝川駅 - 富良野駅間
- 普通列車はすべての旅客駅に停車する。
- すべての駅・信号場で列車交換可。

| 駅番号 | 駅名         | 営業キロ | 営業キロ | 接続路線                  | 所在地            | 所在地            |
| 駅番号 | 駅名         | 駅間     | 累計     | 接続路線                  | 所在地            | 所在地            |
| ------ | ------------ | -------- | -------- | ------------------------- | ----------------- | ----------------- |
| A21    | 滝川駅◆      | -        | 0.0      | 北海道旅客鉄道：■函館本線 | 空知管内          | 滝川市            |
| (T22)  | 東滝川信号場 | -        | 7.2      |                           | 空知管内          | 滝川市            |
| T23    | 赤平駅◇      | 13.7     | 13.7     |                           | 空知管内          | 赤平市            |
| T24    | 茂尻駅       | 3.5      | 17.2     |                           | 空知管内          | 赤平市            |
| T25    | 平岸駅       | 3.5      | 20.7     |                           | 空知管内          | 赤平市            |
| T26    | 芦別駅       | 5.9      | 26.6     |                           | 空知管内          | 芦別市            |
| T27    | 上芦別駅     | 3.9      | 30.5     |                           | 空知管内          | 芦別市            |
| T28    | 野花南駅     | 4.7      | 35.2     |                           | 空知管内          | 芦別市            |
| (T29)  | 島ノ下信号場 | -        | 49.1     |                           | 上川管内 富良野市 | 上川管内 富良野市 |
| T30    | 富良野駅◇    | 19.4     | 54.6     | 北海道旅客鉄道：■富良野線 | 上川管内 富良野市 | 上川管内 富良野市 |

### 新得駅 - 釧路駅間
- 普通列車はすべての駅に停車する。
- 特急「おおぞら」「とかち」の停車駅は列車記事を参照

| 駅番号 | 駅名             | 営業キロ | 営業キロ  | 営業キロ  | 接続路線                                                | 線路 | 所在地   | 所在地        | 所在地        |
| 駅番号 | 駅名             | 駅間     | 累計      | 累計      | 接続路線                                                | 線路 | 所在地   | 所在地        | 所在地        |
| 駅番号 | 駅名             | 駅間     | 新得 から | 滝川 から | 接続路線                                                | 線路 | 所在地   | 所在地        | 所在地        |
| ------ | ---------------- | -------- | --------- | --------- | ------------------------------------------------------- | ---- | -------- | ------------- | ------------- |
| K23    | 新得駅           | -        | 0.0       | 136.3     | 北海道旅客鉄道：■石勝線（特急のみ帯広方面から直通あり） | ∨    | 十勝管内 | 上川郡        | 新得町        |
| K24    | 十勝清水駅       | 9.1      | 9.1       | 145.4     |                                                         | ◇    | 十勝管内 | 上川郡        | 清水町        |
|        | 平野川信号場     | -        | 15.3      | 151.6     |                                                         | ◇    | 十勝管内 | 上川郡        | 清水町        |
| K26    | 御影駅           | 10.5     | 19.6      | 155.9     |                                                         | ◇    | 十勝管内 | 上川郡        | 清水町        |
|        | 上芽室信号場     | -        | 24.3      | 160.6     |                                                         | ◇    | 十勝管内 | 上川郡        | 清水町        |
| K27    | 芽室駅           | 10.6     | 30.2      | 166.5     |                                                         | ◇    | 十勝管内 | 河西郡 芽室町 | 河西郡 芽室町 |
| K28    | 大成駅           | 2.1      | 32.3      | 168.6     |                                                         | ｜   | 十勝管内 | 河西郡 芽室町 | 河西郡 芽室町 |
| K29    | 西帯広駅         | 4.8      | 37.1      | 173.4     |                                                         | ◇    | 十勝管内 | 帯広市        | 帯広市        |
|        | （貨）帯広貨物駅 | 2.6      | 39.7      | 176.0     |                                                         | ◇    | 十勝管内 | 帯広市        | 帯広市        |
| K30    | 柏林台駅         | 0.6      | 40.3      | 176.6     |                                                         | ｜   | 十勝管内 | 帯広市        | 帯広市        |
| K31    | 帯広駅           | 3.5      | 43.8      | 180.1     |                                                         | ◇    | 十勝管内 | 帯広市        | 帯広市        |
| K32    | 札内駅           | 4.8      | 48.6      | 184.9     |                                                         | ◇    | 十勝管内 | 中川郡        | 幕別町        |
| K34    | 幕別駅           | 9.4      | 58.0      | 194.3     |                                                         | ◇    | 十勝管内 | 中川郡        | 幕別町        |
| K35    | 利別駅           | 6.5      | 64.5      | 200.8     |                                                         | ◇    | 十勝管内 | 中川郡        | 池田町        |
| K36    | 池田駅           | 3.5      | 68.0      | 204.3     |                                                         | ◇    | 十勝管内 | 中川郡        | 池田町        |
|        | 昭栄信号場       | -        | 72.2      | 208.5     |                                                         | ◇    | 十勝管内 | 中川郡        | 池田町        |
| K37    | 十弗駅           | 8.5      | 76.5      | 212.8     |                                                         | ｜   | 十勝管内 | 中川郡        | 豊頃町        |
| K38    | 豊頃駅           | 5.4      | 81.9      | 218.2     |                                                         | ◇    | 十勝管内 | 中川郡        | 豊頃町        |
| K39    | 新吉野駅         | 7.1      | 89.0      | 225.3     |                                                         | ◇    | 十勝管内 | 十勝郡 浦幌町 | 十勝郡 浦幌町 |
| K40    | 浦幌駅           | 6.4      | 95.4      | 231.7     |                                                         | ◇    | 十勝管内 | 十勝郡 浦幌町 | 十勝郡 浦幌町 |
|        | 常豊信号場       | -        | 99.7      | 236.0     |                                                         | ◇    | 十勝管内 | 十勝郡 浦幌町 | 十勝郡 浦幌町 |
| (K41)  | 上厚内信号場     | -        | 107.2     | 243.5     |                                                         | ◇    | 十勝管内 | 十勝郡 浦幌町 | 十勝郡 浦幌町 |
| K42    | 厚内駅           | 18.4     | 113.8     | 250.1     |                                                         | ◇    | 十勝管内 | 十勝郡 浦幌町 | 十勝郡 浦幌町 |
| (K43)  | 直別信号場       | -        | 121.0     | 257.3     |                                                         | ◇    | 釧路管内 | 釧路市        | 釧路市        |
| (K44)  | 尺別信号場       | -        | 125.0     | 261.3     |                                                         | ◇    | 釧路管内 | 釧路市        | 釧路市        |
| K45    | 音別駅◇          | 15.0     | 128.8     | 265.1     |                                                         | ◇    | 釧路管内 | 釧路市        | 釧路市        |
| (K46)  | 古瀬信号場       | -        | 138.5     | 274.8     |                                                         | ◇    | 釧路管内 | 白糠郡 白糠町 | 白糠郡 白糠町 |
| K47    | 白糠駅           | 16.0     | 144.8     | 281.1     |                                                         | ◇    | 釧路管内 | 白糠郡 白糠町 | 白糠郡 白糠町 |
| K48    | 西庶路駅         | 5.4      | 150.2     | 286.5     |                                                         | ◇    | 釧路管内 | 白糠郡 白糠町 | 白糠郡 白糠町 |
| K49    | 庶路駅           | 2.1      | 152.3     | 288.6     |                                                         | ｜   | 釧路管内 | 白糠郡 白糠町 | 白糠郡 白糠町 |
|        | 東庶路信号場     | -        | 157.5     | 293.8     |                                                         | ◇    | 釧路管内 | 白糠郡 白糠町 | 白糠郡 白糠町 |
| K50    | 大楽毛駅         | 10.4     | 162.7     | 299.0     |                                                         | ◇    | 釧路管内 | 釧路市        | 釧路市        |
| K51    | 新大楽毛駅       | 1.8      | 164.5     | 300.8     |                                                         | ｜   | 釧路管内 | 釧路市        | 釧路市        |
| K52    | 新富士駅         | 4.9      | 169.4     | 305.7     |                                                         | ◇    | 釧路管内 | 釧路市        | 釧路市        |
|        | （貨）釧路貨物駅 | 4.9      | 169.4     | 305.7     |                                                         | ◇    | 釧路管内 | 釧路市        | 釧路市        |
| K53    | 釧路駅           | 2.7      | 172.1     | 308.4     |                                                         | ◇    | 釧路管内 | 釧路市        | 釧路市        |

### 釧路駅 - 根室駅間（花咲線）
- 一部の普通列車は▽の駅を通過する。
- 快速は、下り列車が「ノサップ」、上り列車が「はなさき」
  - ●：両列車停車、▼：下り「ノサップ」のみ停車、▲：上り「はなさき」のみ停車、│：両列車通過
- ※：根室駅の旅客用ホームは1面1線であるが、同駅はホームのない副本線を用いた列車交換が可能である。
- 武佐駅 - 根室駅の各駅には、駅番号が付番されていない。

| 駅番号 | 駅名      | 営業キロ | 営業キロ  | 営業キロ  | 快速 | 接続路線                  | 線路 | 所在地   | 所在地        | 所在地        |
| 駅番号 | 駅名      | 駅間     | 累計      | 累計      | 快速 | 接続路線                  | 線路 | 所在地   | 所在地        | 所在地        |
| 駅番号 | 駅名      | 駅間     | 新得 から | 滝川 から | 快速 | 接続路線                  | 線路 | 所在地   | 所在地        | 所在地        |
| ------ | --------- | -------- | --------- | --------- | ---- | ------------------------- | ---- | -------- | ------------- | ------------- |
| K53    | 釧路駅    | -        | 172.1     | 308.4     | ●    |                           | ◇    | 釧路管内 | 釧路市        | 釧路市        |
| B54    | 東釧路駅  | 2.9      | 175.0     | 311.3     | ▼    | 北海道旅客鉄道：■釧網本線 | ◇    | 釧路管内 | 釧路市        | 釧路市        |
|        | 武佐駅    | 1.2      | 176.2     | 312.5     | ▼    |                           | ｜   | 釧路管内 | 釧路市        | 釧路市        |
|        | 別保駅    | 4.5      | 180.7     | 317.0     | ▼    |                           | ｜   | 釧路管内 | 釧路郡 釧路町 | 釧路郡 釧路町 |
|        | 上尾幌駅  | 14.7     | 195.4     | 331.7     | ▼    |                           | ◇    | 釧路管内 | 厚岸郡        | 厚岸町        |
|        | 尾幌駅    | 9.2      | 204.6     | 340.9     | ｜   |                           | ｜   | 釧路管内 | 厚岸郡        | 厚岸町        |
|        | 門静駅    | 9.2      | 213.8     | 350.1     | ｜   |                           | ｜   | 釧路管内 | 厚岸郡        | 厚岸町        |
|        | 厚岸駅    | 4.9      | 218.7     | 355.0     | ●    |                           | ◇    | 釧路管内 | 厚岸郡        | 厚岸町        |
|        | 茶内駅    | 20.2     | 238.9     | 375.2     | ●    |                           | ◇    | 釧路管内 | 厚岸郡        | 浜中町        |
|        | 浜中駅    | 7.0      | 245.9     | 382.2     | ●    |                           | ｜   | 釧路管内 | 厚岸郡        | 浜中町        |
|        | 姉別駅    | 10.1     | 256.0     | 392.3     | ｜   |                           | ｜   | 釧路管内 | 厚岸郡        | 浜中町        |
|        | 厚床駅    | 6.6      | 262.6     | 398.9     | ●    |                           | ｜   | 根室管内 | 根室市        | 根室市        |
|        | 別当賀駅▽ | 15.6     | 278.2     | 414.5     | ▲    |                           | ｜   | 根室管内 | 根室市        | 根室市        |
|        | 落石駅    | 10.3     | 288.5     | 424.8     | ●    |                           | ◇    | 根室管内 | 根室市        | 根室市        |
|        | 昆布盛駅  | 4.0      | 292.5     | 428.8     | ▲    |                           | ｜   | 根室管内 | 根室市        | 根室市        |
|        | 西和田駅▽ | 4.8      | 297.3     | 433.6     | ▲    |                           | ｜   | 根室管内 | 根室市        | 根室市        |
|        | 根室駅    | 10.2     | 307.5     | 443.8     | ●    |                           | ※    | 根室管内 | 根室市        | 根室市        |

1. ↑  釧網本線との分岐は東釧路駅だが、列車はすべて釧路駅へ乗り入れる。

### 廃止区間
所在地の名称は廃止時点のもの。全ての駅・信号場が北海道に所在。

#### 2024年4月1日廃止区間
| 駅番号 | 駅名         | 営業キロ | 営業キロ    | 営業キロ  | 接続路線・備考            | 線路 | 所在地   | 所在地            |
| 駅番号 | 駅名         | 駅間     | 累計        | 累計      | 接続路線・備考            | 線路 | 所在地   | 所在地            |
| 駅番号 | 駅名         | 駅間     | 富良野 から | 滝川 から | 接続路線・備考            | 線路 | 所在地   | 所在地            |
| ------ | ------------ | -------- | ----------- | --------- | ------------------------- | ---- | -------- | ----------------- |
| T30    | 富良野駅◇    | -        | 0.0         | 54.6      | 北海道旅客鉄道：■富良野線 | ∨    | 上川管内 | 富良野市          |
| T31    | 布部駅       | 6.3      | 6.3         | 60.9      |                           | ｜   | 上川管内 | 富良野市          |
| T32    | 山部駅       | 5.8      | 12.1        | 66.7      |                           | ◇    | 上川管内 | 富良野市          |
| T33    | 下金山駅     | 8.0      | 20.1        | 74.7      |                           | ｜   | 上川管内 | 空知郡 南富良野町 |
| T34    | 金山駅       | 6.9      | 27.0        | 81.6      |                           | ◇    | 上川管内 | 空知郡 南富良野町 |
| T35    | 東鹿越駅◇    | 13.2     | 40.2        | 94.8      |                           | ◇    | 上川管内 | 空知郡 南富良野町 |
| T36    | 幾寅駅       | 4.0      | 44.2        | 98.8      |                           | ｜   | 上川管内 | 空知郡 南富良野町 |
| T37    | 落合駅       | 9.4      | 53.6        | 108.2     |                           | ◇    | 上川管内 | 空知郡 南富良野町 |
|        | 上落合信号場 | -        | 57.6        | 111.2     | 石勝線との施設上の分岐点  | ◇    | 上川管内 | 空知郡 南富良野町 |
|        | 新狩勝信号場 | -        | 63.2        | 117.8     |                           | ◇    | 十勝管内 | 上川郡 新得町     |
|        | 広内信号場   | -        | 69.4        | 124.0     |                           | ◇    | 十勝管内 | 上川郡 新得町     |
|        | 西新得信号場 | -        | 74.9        | 129.5     |                           | ◇    | 十勝管内 | 上川郡 新得町     |
| K23    | 新得駅       | 28.1     | 81.7        | 136.3     | 北海道旅客鉄道：■石勝線   | ∧    | 十勝管内 | 上川郡 新得町     |

- 上落合信号場 - 新得駅間は、石勝線として存続。

#### 1966年10月1日廃止区間
全ての駅・信号場で列車交換可能であった。
| 駅名       | 営業キロ | 営業キロ | 接続路線                             | 所在地                    |
| 駅名       | 駅間     | 累計     | 接続路線                             | 所在地                    |
| ---------- | -------- | -------- | ------------------------------------ | ------------------------- |
| 落合駅     | -        | 0.0      | 日本国有鉄道：根室本線（富良野方面） | 上川管内 空知郡南富良野町 |
| 狩勝信号場 | -        | 7.9      |                                      | 上川管内 空知郡南富良野町 |
| 新内駅     | 16.8     | 16.8     |                                      | 十勝管内 上川郡新得町     |
| 新得駅     | 11.1     | 27.9     | 日本国有鉄道：根室本線（帯広方面）   | 十勝管内 上川郡新得町     |

- 新内駅付近（狩勝峠）は、日本新八景や鉄道省が選定した日本三大車窓の一つでもあった。残る二つの篠ノ井線姨捨駅（善光寺平）と肥薩線矢岳駅付近（矢岳越え）は現存する。
- 峠は最大勾配25‰、最小半径180mのカーブが連続する難所で、峠のすぐ落合駅側の狩勝信号場はスイッチバックとなっていた。峠付近のS字大カーブ築堤や橋梁、隧道などの鉄道施設群は2003年（平成15年）に土木学会選奨土木遺産に選定されている。
- 廃止後の新内駅 - 新得駅間は1967年（昭和42年） - 1979年（昭和54年）の間、鉄道事故の原因究明、及びその対策に関する実験を行う通称・狩勝実験線として使われていた。

#### 貨物線
貨物線（1989年8月1日廃止）
釧路駅 - （貨）浜釧路駅 (3.8 km)
貨物線（1984年2月1日廃止）
東釧路駅 - （貨）天寧駅 (1.5 km)
貨物線（1982年11月15日廃止）
厚岸駅 - （貨）浜厚岸駅 (1.2 km)
貨物線（1965年10月1日廃止）
根室駅 - （貨）根室港駅 (2.6 km)

### かつて旅客駅だった信号場
- 島ノ下信号場：旧・島ノ下駅 (T29)。2017年（平成29年）3月4日旅客扱い廃止[報道 17]。
- 上厚内信号場：旧・上厚内駅 (K41)。2017年（平成29年）3月4日旅客扱い廃止[報道 17]。
- 直別信号場：旧・直別駅 (K43)。2019年（平成31年）3月16日旅客扱い廃止[報道 22]。
- 尺別信号場：旧・尺別駅 (K44)。2019年（平成31年）3月16日旅客扱い廃止[報道 22]。
- 古瀬信号場：旧・古瀬駅 (K46)。2020年（令和2年）3月14日旅客扱い廃止[報道 26]。
- 東滝川信号場：旧・東滝川駅 (T22)。2025年（令和7年）3月15日旅客扱い廃止[報道 32]。

### 廃駅・廃止信号場
廃止区間上にあるものは除く。括弧内は滝川駅からの営業キロ。
- 一ノ坂信号場：1982年（昭和57年）10月26日廃止。滝川駅 - 東滝川駅間 (3.6 km)。
- 幌岡信号場：1982年（昭和57年）10月26日廃止。東滝川駅 - 赤平駅間 (10.0 km)。
- 高根信号場：1982年（昭和57年）10月26日廃止。平岸駅 - 芦別駅間 (24.4 km)。なお、当信号場より、芦別線（未成線）を分岐する計画があった。
- 滝里駅：1991年（平成3年）10月22日廃止。野花南駅 - 富良野駅間 (42.6 km)。
- 鹿越仮乗降場：1986年（昭和61年）11月1日廃止。金山駅 - 東鹿越駅間 (88.4 km)。
- 羽帯駅 (K25)：2018年（平成30年）3月17日廃止[報道 20]。十勝清水駅 - 御影駅間 (152.9 km)。
- 稲士別駅 (K33)：2017年（平成29年）3月4日廃止[報道 17]。札内駅 - 幕別駅間 (188.5 km)。
- 波若信号場：1938年（昭和13年）廃止。音別駅 - 古瀬駅間 (271.8 km)。
- 糸魚沢駅：2022年（令和4年）3月12日廃止[報道 29]。厚岸駅 - 茶内駅間 (365.6 km)。
- 初田牛駅：2019年（平成31年）3月16日廃止[報道 22]。厚床駅 - 別当賀駅間 (406.0 km)。
- 花咲駅：2016年（平成28年）3月26日廃止[報道 5]。西和田駅 - 東根室駅間 (438.2 km)。
- 東根室駅：2025年（令和7年）3月15日廃止[報道 32]。西和田駅 - 根室駅間（442.3 km)

### 過去の接続路線
- 芦別駅：三井芦別鉄道線 - 1972年（昭和47年）6月1日旅客営業廃止、1989年（平成元年）3月26日廃止
- 上芦別駅：
  - 三菱鉱業芦別鉱業所専用鉄道 - 1964年（昭和39年）9月1日廃止
  - 芦別森林鉄道 - 1961年（昭和36年）6月廃止
- 新得駅：北海道拓殖鉄道 - 1968年（昭和43年）10月1日廃止
- 十勝清水駅：十勝鉄道清水部線 - 1951年（昭和26年）7月1日廃止
- 帯広駅：
  - 士幌線 - 1987年（昭和62年）3月23日廃止
  - 広尾線 - 1987年（昭和62年）2月2日廃止
  - 十勝鉄道帯広部線 - 1977年（昭和52年）3月1日廃止
- 池田駅：北海道ちほく高原鉄道ふるさと銀河線 - 2006年（平成18年）4月21日廃止
- 尺別駅（現：尺別信号場）：雄別炭礦尺別鉄道線 - 1970年（昭和45年）4月16日廃止
- 白糠駅：白糠線 - 1983年（昭和58年）10月23日廃止
- 新富士駅：
  - 釧路開発埠頭西港線 - 1999年（平成11年）9月10日廃止
  - 釧路開発埠頭埠頭線 - 1984年（昭和59年）2月1日廃止
  - 鶴居村営軌道 - 1967年（昭和42年）8月20日廃止
- 釧路駅：雄別鉄道線 - 1970年（昭和45年）4月16日廃止
- 東釧路駅：
  - 太平洋石炭販売輸送臨港線 - 1963年（昭和38年）11月1日旅客営業廃止、1986年（昭和61年）11月1日廃止
  - 太平洋石炭販売輸送城山線 - 1985年（昭和60年）6月1日廃止
- 茶内駅：浜中町営軌道 - 1972年（昭和47年）3月31日廃止
- 厚床駅：標津線 - 1989年（平成元年）4月30日廃止

## 恋問踏切
恋問踏切は白糠町恋問の根室本線の大楽毛駅 - 庶路駅間に2025年4月15日に設置された北海道では22年ぶりの踏切である。現行の法律等では踏切を新設することが禁止されているが、物流の促進と津波からの避難を目的として特例で設置された。